# Sessualità e religioni
Il rapporto tra la religione e la sessualità coinvolge la morale sessuale, intesa non tanto come parte del sentimento generale comune a tutti, ma preminentemente come l'insieme delle restrizioni morali religiose o obblighi che regolano il comportamento sessuale umano. Essa può variare notevolmente nel corso del tempo e tra le differenti civiltà, culture e norme sociali accettate.
Le norme di condotta della società in termini di sessualità tendono ad essere collegate alle credenze religiose, alle condizioni socio-ambientali o anche da entrambi questi fattori messi insieme. La sessualità e la riproduzione sessuata sono elementi fondamentali dell'interazione umana, relazioni interpersonali e dell'ambiente sociale in tutto il mondo.
Ognuna delle religioni maggiori (ma non solo loro) ha sviluppato nel corso dei secoli dei codici morali i quali coprivano le questioni riguardanti la sessualità in generale (comprese l'omosessualità e la masturbazione in primis) la moralità, l'etica ecc. Questi codici hanno l'intento di regolare le situazioni che possono condurre all'origine dell'interesse sessuale, cercando di influenzare in una maniera "religiosamente positiva" l'attività sessuale e le relative pratiche intime delle persone.
Inoltre le "restrizioni sessuali" sono uno degli universali della cultura, peculiare a tutte le società umane. Conseguentemente la maggior parte delle religioni ha veduto la necessità di affrontare la questione del ruolo più "appropriato" da dare alla sessualità all'interno delle interazioni umane. Diverse religioni posseggono codici differenti di moralità sessuale; questi sono atti a regolare l'attività sessuale o ad attribuire dei valori specificamente normativi a determinate azioni o pensieri emotivamente forti e carichi di contenuti sessuali.

## Panoramica
Le opinioni delle religioni e dei credenti religiosi variano ampiamente, potendo passare dal concedere alla sessualità e agli atti sessuali una connotazione piuttosto negativa fino a credere che l'attività sessuale sia la più alta espressione del divino (numinoso, ossia circondato da un alone di sacralità nella terminologia di Mircea Eliade); tipico quest'ultimo atteggiamento di molte religioni orientali e religioni africane che si rifanno all'animismo.
Alcune religioni distinguono le attività sessuali praticate al puro fine della riproduzione biologica - talvolta permesse solo in stato formale di unione matrimoniale e in un'età determinata (età del consenso), da tutte le altre attività praticate per il solo piacere sessuale le quali sono queste ultime sovente considerate come immorali.

## Paganesimo

### Religioni mediorientali
Diversi documenti attestano la presenza di sacerdoti o persone addette al culto che sono di sesso maschile ma vestono da donne e vengono in qualche modo assimilati alle donne, pur rimanendo in una categoria ben distinta da quella delle donne.
La persona che appartiene a questo gruppo è descritta con vari nomi ed è presente anche nelle successive Scritture ebraiche come keleb, termine tradotto (nel Libro del Deuteronomio 23,19) come "cane" (definizione che ha in origine la sfumatura di "cane da guardia" della divinità, dato che la si ritrova in un'iscrizione semitica cipriota).
La Scrittura ebraica contiene anche il termine kadesh/kodesh (trascritto anche come qedes/qodesh, plurale: kedeshim o qedeshim), che significa "consacrato, santo", che viene normalmente tradotto come "prostituto", o "prostituto sacro" (nel Primo Libro dei Re 14,24; 15,12; 22,47). Il testo biblico dice che questo tipo di persone "consacrate" s'erano installate nell'interno stesso del Primo Tempio di Gerusalemme (nel Secondo Libro dei Re 23,7) al servizio d'una divinità diversa da Yahweh. È possibile che si tratti di sacerdoti dediti al travestitismo o eunuchi di cui è ampiamente nota l'esistenza fra il clero di alcune divinità femminili come Inanna/Ishtar, la quale ultima sappiamo essere stata venerata anche come "Regina dei Cieli".
I miti mesopotamici danno una testimonianza di queste figure: in quello sulla discesa di Inanna agli Inferi (fine III millennio/inizio II millennio a.C.) sono onorate per aver aiutato la dea Ishtar prigioniera nell'aldilà; il dio Enki crea, usando lo sporco posto sotto le sue unghie, il kurgara e il kalatur, e li manda a salvare la dea. Essi riescono a commuovere Ereshkigal, regina degli inferi (kur) e a compiere la loro missione; esse vengono presentate come sacre e intimamente legate al culto delle divinità (specialmente a quello di Inanna e Ishtar).
Più che a prostituti sacri si dovrà forse pensare a castrati, sul tipo di quelli descritti in epoca classica da Luciano di Samosata nel suo De dea Syria, che praticavano l'autoevirazione come forma di estremo ascetismo e definitiva consacrazione alla divinità (il mondo classico li conobbe col nome di gallo).
I testi antichi presentano anche il caso di qedeshot sposate, cosa che rende poco probabile la traduzione di questo termine con "prostitute sacre", cioè tenute ad avere rapporti sessuali con i fedeli nella sua qualità di vicario della divinità. Benché una pratica di questo tipo sia attestata per le donne (la ierodulia), perfino nello stesso mondo greco, la pratica della prostituzione maschile è stata soltanto dedotta dagli studiosi moderni sulla base d'una simmetria con la prostituzione sacra femminile, mentre mancano documenti antichi che attestino l'esistenza effettiva di tale pratica, tanto che non è mancato chi ha parlato di un "mito storiografico".

### Antico Egitto
In una versione del mito di Horus e Seth, i due dèi parenti in lotta per la supremazia, per arrivare a schiacciare una volta per tutte Horus, Seth lo sodomizza e poi va a raccontare l'accaduto alle altre divinità, i quali nel sentire la cosa "vomitano e sputano" in faccia ad Horus.
Il giovane dio è però riuscio a far eiaculare Seth nelle proprie mani, poi si taglia le mani e le butta in acqua; ottenuto dalla madre Iside un paio nuovo di mani mette il proprio sperma su un'insalata che Seth mangerà, in modo che quando gli dèi si trovano di fronte ai due, che dichiarano entrambi di aver sodomizzato l'altro, chiedono allo sperma di parlare per dire chi avesse ragione, è lo sperma di Horus a parlare da dentro l'intestino di Seth.
Esistono tracce di un'altra versione del mito, nella quale "Horus insinuò il suo seme nel didietro di Seth, e Seth insinuò il suo seme nel didietro di Horus".

### Religione greco-romana
Alcuni miti greci e latini presentano esplicitamente relazioni omosessuali, di solito di tipo pederasta (vedi pederastia greca), fra una divinità di sesso maschile e un giovane mortale maschio. Tali miti contengono un substrato iniziatico che ha fatto ipotizzare ad alcuni indoeuropeisti (massimamente Bernard Sergent, anche se l'ipotesi parte da un saggio di Jan Bremmer) che in origine il rapporto sessuale fosse la rappresentazione, simbolica e teologica, di un effettivo atto omosessuale a cui erano sottoposti i ragazzi nei riti di iniziazione, come rito di passaggio dall'adolescenza all'età adulta, per renderli fertili attraverso la trasmissione del seme. (vedi pederastia cretese).
Perdutosi nel volgere dei secoli di questo rito, secondo Sérgent, ne rimase solo il ricordo mitico, che in epoca classica venne reinterpretato secondo le concezioni dei contemporanei relative all'omosessualità, attribuendo agli dèi amori carnali fini a se stessi.
Il solo mito greco-romano che descriva un rapporto sessuale fra una divinità femminile e un essere umano di sesso femminile è quello di Diana e Callisto, che ingloba tracce di un mito legato all'iniziazione (anche sessuale, ma non solo) delle giovani, nel passaggio dall'adolescenza all'età adulta.
La cultura sessuale dell'antica Roma in ogni caso metteva in primo piano il ruolo dominante dell'uomo e fecondo della donna. Doveva essere sempre l'uomo a "dominare" il rapporto, e nel caso di rapporto omosessuale doveva essere l'uomo più anziano a penetrare. In ogni caso l’uomo pretendeva che la sua sposa fosse sottomessa al marito e sessualmente integerrima, mentre era inconcepibile il rapporto orale praticato ad una donna. Le fanciulle venivano date in spose anche a soli dodici o quattordici anni, età in cui erano considerate sessualmente mature per un matrimonio. Emerge quindi una cultura sessuale non repressiva ma estremamente maschilista.

## Fedi abramitiche e sessualità
La sessualità svolta tra sessi differenti, ed in particolare la procreazione, viene generalmente intesa come lo stato ideale dalle religioni abramitiche, le quali esaltano le relazioni monogame eterosessuali e la sacralizzazione dell'istituto matrimoniale. In particolare l'Antico Testamento o Bibbia ebraica vieta l'adulterio e il contatto sessuale durante il periodo delle mestruazioni (niddah).

### Codice deuteronomico
- Norme sulla presa in moglie di donne catturate durante la guerra (Libro del Deuteronomio 21: 10-14);
- Poliginia: nascita e riconoscimento dei figli di molteplici mogli (Deuteronomio 21: 15-17);
- Travestitismo: vietato sia agli uomini che alle donne, nessuna sanzione viene menzionata (Deuteronomio 22: 5):
- Relazioni sessuali prematrimoniali: una donna accusata (e poi rea) di non essere in stato di verginità al momento del matrimonio deve essere mandata a morte; tuttavia, se l'accusa si rivela falsa, l'uomo che ha portato l'accusa davanti ai giudici dev'essere punito con una multa (Deuteronomio 22: 13-21);
- Adulterio (definito come un uomo che ha rapporti sessuali con la moglie di un altro uomo): pena di morte per entrambi i partner (Deuteronomio 22:22);
- Rapporto sessuale con una vergine che non è ancora fidanzata: l'uomo deve pagare una multa al padre della donna e poi sposarla. Non può mai divorziare da essa (atto di ripudio). (Deuteronomio 22: 28-29);
- Rapporto sessuale con una vergine fidanzata all'interno di una città: la morte per lapidazione per l'uomo e per la donna (anche se non ha mancato di gridare) (Deuteronomio 22: 23-24);
- Rapporto sessuale con una vergine fidanzata al di fuori della città: pena di morte per l'uomo, nessuna punizione per la donna (Deuteronomio 22: 25-27);
- Matrimonio: agli uomini viene proibito di sposare la moglie di suo padre (Deuteronomio 22:30);
- Polluzione (emissioni notturne di sperma): un uomo che ha un "sogno bagnato" durante il servizio militare è contaminato e deve osservare il rituale appropriato per ripristinare la sua purezza (Deuteronomio 23: 9-11):
- Divieto di risposarsi nuovamente con la stessa donna dopo il divorzio: un uomo non può rimpiangere una moglie da cui ha precedentemente divorziato se si sposa con qualcun altro e poi ridiventa divorziato (Deuteronomio 24: 1-4);
- Matrimonio obbligatorio di una vedova di un fratello morto (levirato): un uomo deve sposare la vedova del fratello morto se il fratello non ha figli; una sanzione di "disgrazia sociale" viene imposta ad un uomo che rifiuta il suo obbligo (Deuteronomio 25: 5-10).

### Codice dell'Alleanza
- Vendita e acquisto di ragazze: un uomo che ha acquistato la figlia di un altro uomo per essere la sua concubina o per sposare suo figlio, deve rispettare i suoi diritti (Libro dell'Esodo 21: 7-11);
- Relazioni sessuali prematrimoniali: un uomo che ha rapporti sessuali con una vergine non sposata deve pagare la sposa e poi sposare la ragazza (Esodo 22: 16-17):
- Zoofilia (bestialità): pena di morte (Esodo 22:19).

### Codice di santità
- Incesto: agli uomini viene proibito d'intrattenere relazioni sessuali con i parenti, tra cui la madre, la moglie del padre, la sorella, la figlia della moglie e del padre (se nati dal proprio padre biologico), la sorella del padre, la sorella della madre, la moglie del fratello di suo padre, la moglie del figlio o la moglie del fratello (Libro del Levitico 18: 6-16);
- Parenti di una donna: ad un uomo è proibito d'intrattenere relazioni sessuali con la figlia di una donna con cui ha avuto precedentemente dei rapporti sessuali, o con la figlia di sua figlia o di suo figlio (Levitico 18:17);
- Sorella della moglie: ad un uomo è proibito prendere la sorella di sua moglie come una seconda moglie mentre la prima è ancor in vita (Levitico 18:18);
- Donne mestruate: proibizione d'intrattenere relazioni sessuali (Levitico 18:19);
- Moglie di un vicino: proibizione d'intrattenere relazioni sessuali (Levitico 18:20);
- Omosessualità maschile/Bisessualità: l'atto sessuale commesso con un uomo "come se fosse una donna" è proibito, punibile con la morte per entrambi gli uomini partecipanti (Levitico 18:22 e Levitico 20:13);
- Bestialità: proibita sia per gli uomini che per le donne (Levitico 18:23).

### Ebraismo e sessualità
Nella prospettiva dell'ebraismo tradizionale l'atto sessuale e la riproduzione sessuata sono gli atti più santi che si possano compiere; atti attraverso cui si può imitare Dio nella sua qualità di Creatore e per preservarne la santità vi sono molti confini e linee guida da rispettare. All'interno di detti confini vi sono - virtualmente e praticamente - alcune restrizioni assai severe le quali di fatto sono rese obbligatorie per i credenti.
Esse vietano le relazioni sessuali al di fuori del matrimonio eterosessuale, mantenendo in tal modo le restrizioni bibliche per quanto riguarda le relazioni sessuali all'interno del matrimonio, tra cui l'osservanza di niddah (la proibizione di ogni tipo di relazione sessuale per un periodo comprendente la durata delle mestruazioni) e lo tzniut (requisiti di abbigliamento e comportamento modesto).
L'ebraismo tradizionale vede l'adulterio, l'incesto, l'omosessualità maschile e il lesbismo come peccati gravi. Le donne non sono tenute ad avere rapporti sessuali con il marito, ma lui ha tale obbligo, se esso risulta essere necessario.
L'ebraismo consente un divorzio relativamente liberale (il ghet), con l'ebraismo ortodosso e l'ebraismo conservatore che richiedono però la celebrazione di una cerimonia di divorzio religiosa per poter ottenere il riconoscimento religioso del divorzio. I rami più moderni dell'ebraismo hanno adattato prospettive più coerenti con la cultura secolare generale contemporanea.
L'attività sessuale il cui scopo non è la procreazione è consentito all'interno del matrimonio, ma l'adulterio è considerato un peccato grave. L'aborto è consentito quando vi è un rischio consistente per la vita della madre. Il metodo di contraccezione consigliato dalla maggior parte delle autorità rabbiniche è la pillola anticoncezionale. I rapporti sessuali come già detto sono proibiti solo durante il ciclo mestruale delle donne.
La maggior parte degli ebrei più convenzionali non accetta il poliamore, anche se alcune persone si considerano contemporaneamente ebrei e poliamorosi. Una rabbina di spicco che accetta il poliamore è Sharon Kleinbaum, figura anziana della "Congregation Beit Simchat Torah" di New York, la quale afferma che il poliamore è una scelta che non preclude una vita ebraica osservante e socialmente consapevole. Alcuni ebrei poliamorosi indicano anche il fatto che alcuni tra i patriarchi biblici avevano più mogli e concubine come una prova che le relazioni poliamorose possono essere considerate sacre all'interno dell'ebraismo.
Vi è anche un indirizzo di posta elettronica dedicato agli ebrei poliamorosi chiamato AhavaRaba, che si traduce approssimativamente come "grande amore" in lingua ebraica (il suo nome rispecchia la preghiera di Ahava rabbah che esprime ringraziamenti per l'"abbondante amore" di Dio).

#### Livelli di modestia richiesti dall'ebraismo ortodosso
Esistono diversi livelli per l'osservanza della modestia fisica e personale (tzniut) secondo l'ebraismo ortodosso derivato da varie fonti presenti nell'Halakhah. L'osservanza di queste regole varia da un intento di aspirazione all'obbligatorietà, fino alla routine attraverso lo spettro della più stretta osservanza ortodossa'
- Un divieto di dimora per i pensieri lascivi o immorali.
- Un divieto di fissare i membri del sesso opposto, in particolare verso l'anatomia riproduttiva.
- Un requisito per mantenere la maggior parte del proprio corpo rivestito in abbigliamento rispettabile.
- Un obbligo di evitare la compagnia di persone rozze/grottesche e di evitare di frequentare luoghi in cui prevalga un'atmosfera di levità (leggerezza, frivolezza) e di depravazione.
- Un divieto di guardare immagini o scene che potrebbero accendere sessualmente.
- Un divieto di toccare una persona del sesso opposto, in particolare in un modo strano e allettante (vedi negiah).
- Un divieto di indossare l'abbigliamento di un membro del sesso opposto.
- Un divieto di guardare gli animali che copulano.
- Un divieto di abbracciare (chibuk) o baciare (nishuk) il coniuge in pubblico.
- Un divieto di contatto sessuale o di toccarsi tra i coniugi quando la moglie è una niddah ("mestruata") o non è immersa in un mikveh dopo il periodo di niddah.
- Un divieto di isolamento con una persona del sesso opposto che non è un coniuge o un parente stretto (vedi yichud).
- Un requisito che gli uomini e le donne siano separati durante la preghiera, la danza e in altre occasioni (vedi mchitza).
- Un divieto di hotza'at zera levatala - "secrezione vana di sperma" dagli uomini. Non esiste un divieto equivalente per le donne in quanto non esiste alcuna secrezione; tuttavia la masturbazione femminile è considerata un atto violento e viene quindi inclusa nel comandamento generale che impone "tu sarai santo".
- Un divieto di sesso tra gli uomini omosessualità), o con qualsiasi tipo di animale (zoofilia).

Gli ebrei ortodossi tendono ad avere un basso tasso di assimilazione rispetto ai loro correligionari conservatori o riformisti. La "National Jewish Population Survey" del 1990 ha indicato che tra tutte le denominazioni ebraiche, gli ortodossi hanno avuto il più basso tasso di matrimonio interreligioso nella categoria dei 18-39 anni (3%), rispetto alla categoria di oltre i 40 anni (10%), comparato al 37% e al 10% rispettivamente dei conservatori, il 53% ed il 10% dei riformatori ed il 72% e il 39% del secolarizzati.
Un rapporto del "Jerusalem Center for Public Affairs" mostra che l'ebraismo ortodosso è raddoppiato tra i membri affiliati alle sinagoghe negli Stati Uniti, passando dal 10% del 1990 al 21,8% nel 2001 e che la maggior parte della crescita corrisponde al più rigoroso Haredi, in contrapposizione al moderno ebraismo ortodosso. Si dice che questa tendenza potrebbe essere correlata ad una tendenza generale verso un maggiore tradizionalismo sociale e religioso, oltre che ad essere il risultato di un matrimonio in età precoce e di un più alto tasso di natalità presente nelle famiglie maggiormente ortodosse, entrambe le cose in perfetta coerenza con il comportamento sessuale più tradizionale.
Solamente l'ebraismo ortodosso, unico tra tutte le denominazioni ebraiche, mantiene alcuni forti divieti nei confronti delle relazioni sessuali e il matrimonio, condizioni tradizionali relativamente dure per il divorzio, compreso il divieto biblico per un kohen (discendente di Aronne) a sposare una divorziata o una donna che è stata coinvolta in una sorta di cattiva condotta sessuale. Queste rigidità, seppur osservate, sono generalmente considerate come questioni di carattere personale piuttosto che di moralità. Per quanto riguarda il riconoscimento religioso del divorzio risulta necessario un documento scritto.

#### Posizioni dell'Ebraismo conservatore
L'ebraismo conservatore, coerente con la sua opinione generale che la Halakhah (la legge ebraica) è una guida vincolante alla vita ebraica ma soggetta a revisione periodica da parte del rabbinato, ha abrogato una serie di restrizioni osservate anche dall'ebraismo ortodosso.
In particolare, nel dicembre 2006, il "Committee on Jewish Law and Standards" ("Comitato del diritto conservativo ebraico per la Legge e gli standard ebraici") ha adottato una responsa che presentava due opinioni diametralmente opposte sul tema dell'omosessualità; uno dei numerosi pareri ammessi limitava la pregiudiziale al comportamento omosessuale solo al sesso anale tra maschi, dichiarandolo essere come l'unico divieto esplicitamente biblico, dichiarando invece esclusivamente rabbinici tutti gli altri divieti (ad esempio il sesso orale tra maschi o il lesbismo) e abolendo tutte le restrizioni rabbiniche basate sull'interpretazione del principio talmudico di "Kavod HaBriyot" ("dignità umana"). Mentre si è rifiutato di sviluppare una qualche forma di matrimonio religioso gay, ha permesso di benedire l'unione civile di coppie lesbiche e gay e di ordinare apertamente i rabbini lesbici e gay che accettano di non impegnarsi in sesso anale tra maschi.
Due punti di vista tradizionalisti, tra cui uno che manteneva tutti i divieti tradizionali nei confronti degli attivi omosessuali, è stato adottato anche come opinione di maggioranza, ed un parere di minoranza che sollecita gli omosessuali che desiderano vivere come ebrei religiosi a sottoporsi a cure mediche. Sono stati inoltre adottati approcci che consentono ai singoli rabbini, alle congregazioni e alle scuole rabbiniche di stabilire una propria politica sul comportamento omosessuale. Ciò riflette un profondo cambiamento rispetto al divieto precedente sulle pratiche omosessuali maschili, riconoscendo esservi una forte divergenza di opinioni sulle questioni sessuali all'interno dell'Ebraismo conservatore, fino al punto di riconoscere che non esiste nessun singolo approccio ebraico conservatore per le questioni inerenti alla sessualità. L'ebraismo conservatore abitualmente si trova in posizioni intermedie tra l'opinione liberale e quella tradizionale sulle questioni sessuali nella società contemporanea statunitense, permettendo entrambi i punti di vista.
L'ebraismo conservatore ha mantenuto sui suoi testi giuridici una serie di requisiti e divieti, incluso il requisito che le donne sposate osservino le leggi sulla purezza familiare e un divieto generale per la condotta eterosessuale dei celibi e delle nubili. Le leggi sulla purezza della famiglia richiedono che le donne siano riconosciute come tumah e taharah o come niddah durante il loro ciclo mestruale. Secondo la regola di tumah, una donna deve aspettare sette giorni per la conclusione del proprio ciclo mestruale e poi altri sette "giorni puliti" per poter entrare nel mikveh (immersione rituale nell'acqua) per poter avviare relazioni sessuali. Durante questo periodo è vietato avere qualsiasi tipo di contatto con la niddah, quindi tutto ciò che tocca non deve essere toccato e nessun contatto fisico è consentito.
Lo stesso giorno in cui la "Committee on Jewish Law and Standards" (CJLS) ha rilasciato il suo responsum nei riguardi dell'omosessualità, ha rilasciato anche più opinioni sull'argomento della niddah tra cui un responsum che abrogava alcune delle restrizioni tradizionali sul contatto tra marito e moglie durante il periodo di niddah, ma mantenendo un divieto dei rapporti sessuali. Il responsum permissivo sull'omosessualità ha usato l'approccio del movimento conservatore al niddah come analogia per interpretare la proibizione biblica contro la condotta omosessuale maschile e rimuovere le restrizioni che riteneva solo rabbiniche. Il responsum ha indicato che avrebbe condotto un'analogia pratica nell'approccio con le coppie omosessuali maschili le quali avrebbero consentito agli obblighi di frenare sul loro onore, certi atti e ciò in modo del tutto simile alla pratica delle coppie eterosessuali durante il niddah:
"Ci aspettiamo che gli studenti omosessuali osservino le regole di questo responsum nello stesso modo in cui ci aspettiamo che gli studenti eterosessuali rispettino le sentenze della CJLS sul niddah. Inoltre ci aspettiamo che i comitati di colloquio, gli amministratori, i docenti e i colleghi rispettino il diritto alla privacy e alla dignità degli studenti gay e lesbiche allo stesso modo in cui rispettano la privacy e la dignità degli studenti eterosessuali".
Il responsum ha esortato i giovani a non concedersi alla promiscuità e di prepararsi per "il matrimonio tradizionale", se questo è possibile, ripetendo ogni restrizione espressa sulla condotta eterosessuale non maritale.
Anche prima di questo responsum le restrizioni sul sesso pre-matrimoniale erano state sostanzialmente ignorate, anche all'interno dei circoli ufficiali delle strutture religiose. Ad esempio quando lo Jewish Theological Seminary d'America propose di far rispettare una politica contro la convivenza non coniugale da parte degli studenti rabbinici negli anni '90, le proteste da parte degli studenti convinti della validità dei responsa rabbinici provocarono una completa rescissione della politica.
L'ebraismo conservatore proibisce formalmente il matrimonio interreligioso e le sue norme attualmente indicano che espellerà un rabbino che svolge un matrimonio interreligioso. Esse mantengono una serie di restrizioni formali, tra cui un divieto di fare annunci di nascita nei bollettini della sinagoga per i bambini di madri non ebree e di accettare gli individui non ebrei come membri della stessa sinagoga. Tuttavia, il matrimonio interreligioso è relativamente diffuso tra i laici conservatori e il movimento conservatore ha recentemente adottato una politica di maggior accoglienza nei confronti delle coppie interreligiose nella speranza di interessare i loro figli all'osservanza dell'ebraismo.
L'ebraismo conservatore, che per la maggior parte del XX secolo era la più grande denominazione ebraica negli Stati Uniti, ha subito un forte calo nell'assegnazione di sinagoghe negli Stati Uniti per tutto il corso degli anni novanta, dal 51% delle sinagoghe possedute nel 1990 al 33,1% nel 2001, con una gran parte della perdita che andava verso l'ebraismo ortodosso e il resto verso l'ebraismo riformato. La frattura di opinioni presente nella società americana tra punti di vista da una parte sempre più liberali e dall'altra sempre più tradizionalisti sulle questioni sessuali ma anche di altro tipo, nonché il divario tra la posizione religiosa ufficiale e la pratica laica in generale potrebbero aver contribuito ad un tale declino.

#### Posizioni di riformati, ricostruzionistici e umanistici
L'ebraismo riformato, l'ebraismo laico umanista e l'ebraismo ricostruzionista non osservano o richiedono regole di sessualità tradizionali e hanno accolto coppie non sposate e omosessuali, oltre ad aver approvato le cerimonie e i matrimoni omosessuali di impegno reciproco.
L'ebraismo della riforma e della ricostruzione è più tollerante nei confronti del matrimonio interreligioso e molti rabbini in entrambe le comunità lo esercitano. L'ebraismo umanistico consente anch'esso il matrimonio interreligioso; sia la riforma sia il ricostruzionismo che l'ebraismo umanistico non richiedono più una cerimonia di divorzio religiosa separata dalla dichiarazione di divorzio civile.
È stato ipotizzato che gli atteggiamenti più tolleranti dei riformati, del ricostruzionistici e dell'ebraismo umanistico verso la diversità sessuale e il matrimonio interreligioso abbiano potuto contribuire all'aumento della loro popolarità nel corso gli anni novanta, dal 33% delle famiglie affiliate al 38%, arrivando in tal modo a superare l'ebraismo conservatore e diventando la denominazione ebraica di maggioranza presente negli Stati Uniti.

#### Divergenze tra ebraismo e cristianesimo sulla sessualità
Il punto di vista religioso sulla sessualità presentato come proveniente da un'unica "tradizione giudaico-cristiana", spesso arriva a travisare il punto di vista dell'ebraismo sulla sessualità. Molti atteggiamenti cristiani per quanto riguarda la sessualità sono completamente contrari agli atteggiamenti dell'ebraismo più ortodosso.
L'Antico Testamento non getta un divieto generale sulla sessualità, ma solo su alcuni atti come l'omosessualità maschile, la zoofilia o bestialità e la sodomia. Esso esalta anche l'amore coniugale attraverso il Cantico dei cantici.
A suo tempo il Papa Innocenzo III, così come anche Pietro Lombardo, ha sostenuto che lo Spirito Santo fosse assente da una stanza quando una coppia di sposi stava avendo una relazione intima, anche se lo stanno facendo in modo da riprodursi; questo perché il sesso imbarazza Dio. Vi fu anche la convinzione, fatta tradizione, che non voleva permettere di intrattenere rapporti sessuali di venerdì in memoria della morte del Salvatore, di sabato in memoria della Vergine Maria e di domenica in memoria della Resurrezione; tuttavia questa convinzione medioevale non ha mai avuto alcuna solida base biblica. L'ebraismo dice invece che quando marito e moglie si uniscono carnalmente in santità lì si sofferma la Shekhinah o "presenza divina"; anzi il giorno migliore per intrattenere un rapporto carnale è proprio quello di Shabbat, in quanto esso ricorda la partecipazione alla libertà divina e alla Creazione da parte degli amanti.
L'ebraismo generalmente non dà valore alla verginità o alla castità degli sposi: una donna è virtuosa per l'ebraismo se dispone di una grande famiglia: i bambini sono una benedizione divina. Ciò non implica che nell'ebraismo non esistano e non siano esistite voci a favore della castità fin dalle origini: si pensi al caso degli Esseni, che praticavano il celibato. Il peccato originale non è costituito dalla sessualità, ma dal desiderio di conoscere oltre i propri limiti: Eva morse difatti il frutto dell'albero della conoscenza del Bene e del Male. Tale interpretazione tuttavia è presente anche nell'ambito cristiano.
L'ideale cristiano del celibato e della verginità che appaiono nei capitoli VI e VII della Prima Lettera ai Corinzi, è totalmente alieno all'ebraismo. L'idea che è meglio evitare il matrimonio o che i vedovi non dovrebbero risposarsi come proposto da Tertulliano, o che il matrimonio è una medicina per l'immoralità come suggerito da Agostino d'Ippona, per il quale la sessualità è un peccato a malapena tollerabile, sono concetti impensabili per l'ebraismo.
Matteo apostolo ed evangelista ebbe a dichiarare che è meglio prendere in considerazione il diventare eunuco per poter così giungere al Regno dei Cieli; difatti per l'ideale cristiano il celibato consacrato conduce direttamente a Dio, senza gli ostacoli, le preoccupazioni e le responsabilità derivanti dall'avere una famiglia, moglie o figli. Solo i singoli vergini e casti sono in grado di servire pienamente Dio.
L'ideale ebraico è invece rappresentato dal matrimonio ebraico; esso è molto più di una preoccupazione privata, è anzi una preoccupazione cosmica per il futuro dell'intera umanità. L'amore sessuale ha consacrato questo senso cosmico perpetuando la specie umana e salvando così le scintille della divinità alloggiate nel mondo.
Tuttavia la procreazione non è l'unico scopo del matrimonio per l'ebraismo; "non è bene che l'uomo sia solo". Essere soli, per l'Ebreo, rappresenta una terribile maledizione; il piacere sessuale è da condividere. Nell'ebraismo l'amore ideale nei confronto di una donna è rappresentato tanto dal suo corpo quanto dal suo spirito.
Uno dei segnali che differenziano l'ascetismo non ebraico dall'ascetismo nell'ebraismo, secondo Gershom Scholem, è l'assenza di rinuncia sessuale autoimposta. La libido non è condannata, senza l'energia della libido l'intera civiltà occidentale si sarebbe esaurita. Per l'ebraismo un uomo o una donna che, dopo il matrimonio, prendono i voti di astinenza sessuale, violano la natura del patto coniugale e causano «tzará d'gufá»", la sofferenza del corpo. La tradizione ebraica afferma che «simjat ishto»" - il piacere di sua moglie - è l'obbligo morale del marito.
In un trattato ebraico del XIII secolo intitolato Menorat ha-Maor (attribuito a Nahmanide, ma scritto da ibn Nakawa), nel capitolo sulla santità della sessualità, dice: "che l'uomo non consideri la sessualità come qualcosa di ripugnante perché in questo modo si bestemmia Dio". In un mito ebreo presente nel Talmud, nella Midrash e nello Zohar Jadash, ci si riferisce al primo essere umano che era un ermafrodita. Adamo era uomo e donna assieme; Dio ne prese un lato per creare l'amore e lo divise verticalmente per diventare così un essere sessuato composto di maschio e femmina. L'amore è, allora, la ricerca dell'altro, perché senza l'altro rimane come un mezzo essere mancante: "Per questo l'uomo abbandonerà suo padre e sua madre e si unirà a sua moglie e i due saranno una sola carne".
La castità non è uno stato desiderabile per un ebreo: chi rimane celibe, è senza gioia, senza benedizione, senza bontà, privo anche della Torah, non protetto e senza pace(Yevamot 62).
I rapporti sessuali con persone di altre fedi non sono autorizzati perché per poterli attuare occorre essere sposati. Anche se una donna ebrea sposa un uomo gentile (non ebreo) i figli rimangono "nella legge ebraica a causa del ventre".

### Cristianesimo

#### Riferimenti biblici al sesso e alla sessualità
Sono presenti diversi riferimenti alla sessualità nella Bibbia. L'ermeneutica biblica ha variato nel tempo e nelle tradizioni, pertanto ha variamente modificato il pensiero dei cristiani sui confronti della sessualità. Nel cristianesimo, nonostante le ampie variazioni tra le diverse confessioni cristiane, che spesso comprendono nello specifico diversi punti di vista sulla sessualità, è possibile tracciare un quadro generale della visione del sesso nella dottrina biblica.
Le basi di molti punti di vista cristiani provengono dall'idea che la sessualità umana è stata creata da Dio allo scopo della procreazione e della privacy offerte alle coppie sessualmente attive in una relazione intima, emozionale e spirituale attraverso l'intimo rapporto fisico. Così la sessualità dovrebbe essere limitata ad un rapporto permanente tra un uomo e una donna. Il matrimonio è un impegno verso un rapporto intimo e continuo come base su cui costruire una famiglia stabile. Data l'enfasi posta sulla funzione riproduttiva e la responsabilità che coinvolgono il sesso, le relazioni sessuali e gli atti sessuali al di fuori del fidanzamento sono sconsigliati o proibiti da alcune confessioni cristiane.
Secondo la dottrina cristiana e il magistero più diffuso, sia nel cattolicesimo sia nel protestantesimo, ma con una maggiore enfasi tra i cosiddetti "fondamentalisti" che tra i cosiddetti "moderati", la sodomia è un peccato in quanto non porta alla procreazione ed è considerata in contrasto con le intenzioni di Dio nei confronti della sessualità. Tuttavia un piccolo numero di chiese e confessioni cristiane considerano l'omosessualità moralmente accettabile, come ad esempio l'"International Lutheran Council", che rappresenta le chiese statali protestanti della Chiesa nazionale d'Islanda, la Chiesa di Danimarca, la Chiesa di Norvegia, la Chiesa evangelica luterana finlandese e la Chiesa di Svezia. Un altro esempio è dato dalla Chiesa episcopale degli Stati Uniti d'America, che nel 2003 ha nominato il primo reverendo gay Gene Robinson.
Libro della Genesi
- Genesi 1:27 Dio crea sia il maschio che la femmina ad immagine di Dio (imago Dei).
- Genesi 2:24 spiega il ruolo del matrimonio come mezzo attraverso il quale gli esseri umani sono costruiti per intessere rapporti reciproci. Questo particolare verso descrive il rapporto coniugale come una relazione esclusiva tra un uomo e una donna.

Cantico dei Cantici
- Poesie erotiche nell'Antico Testamento. Descrive due amanti impegnati in rapporti sessuali; a volte questo viene interpretato come il rapporto che Dio ha stabilito con il proprio popolo, o come la bontà della sessualità presente all'interno dell'istituto matrimoniale. Non menziona la procreazione.

Vangelo
- Gesù raramente affronta il tema della sessualità nella Scrittura, ad eccezione del suo incoraggiamento verso la pratica culturale del matrimonio e della denuncia del divorzio e dell'adulterio (Vangelo di Marco 10: 2-12, Vangelo di Matteo 9: 3-10, Matteo 5: 27-32 e Vangelo di Luca 16:18). In Matteo 5: 27-28 Gesù definisce l'adulterio come non essere solo un atto del corpo, ma che riguarda bensì anche la mente e lo spirito (lussuria).

Lettere di Paolo
- Molti pensieri cristiani riguardanti il sesso e la sessualità derivano dalla scrittura dell'apostolo Paolo di Tarso. La sua visione apocalittica del mondo ha influenzato notevolmente le sue convinzioni sulla sessualità e sul matrimonio, credendo che il sé corporeo possa in gran modo inibire il proprio essere spirituale. Nella Prima lettera ai Corinzi 7, Paolo suggerisce che il matrimonio è permesso per coloro che non possono frenare i propri desideri sessuali, ma incoraggia il celibato sia per gli uomini che per le donne.
- Efesini 5:21-33[42]: quella che la versione C.E..I del '78 chiama la "morale domestica"[43] è un comando di obbedienza fedele, ma anche di un amore che parifica l'uomo e la donna davanti a Dio, quali membra di una medesima carne unita nel sacramento matrimoniale. Si tratta dell'unico passaggio biblico che esplicitamente dispone che «i mariti hanno il dovere di amare le mogli come il proprio corpo, perché chi ama la propria moglie ama se stesso».
- In 1 Corinzi 6: 9-13 Paolo affronta l'immoralità sessuale e definisce il ruolo della sessualità come unicamente rivolta al fine della procreazione. In questi passaggi Paolo descrive i peccati che impediscono di entrare nel "Regno dei Cieli" includendovi, ma non solo limitandosi a questi, l'idolatria, l'adulterio, l'omosessualità e il furto.
- La maggior parte degli studiosi suggerisce che l'uso di "omosessualità" in questo verso è legato più strettamente all'atto di pederastia (in particolare rivolto agli uomini più anziani che cercano il sesso con i giovani) che veniva praticato a quel tempo come pederastia greca. Le parole che Paulo ha usato per riferirsi a questo atto possono essere tradotte come riferentesi alla prostituzione maschile. È stato anche suggerito che l'ammonimento di questa pratica è stato un tentativo di separare nettamente la cultura ebraica dalla cultura greca.

Come sopra osservato, l'interpretazione di questi testi nella tradizione cristiana varia. Mentre gran parte della Scrittura ha servito a promuovere la castità, il celibato e i matrimoni eterosessuali e a denunciare altresì azioni come il comportamento sessuale prematrimoniale e l'omosessualità, alcune confessioni cristiane e gruppi religiosi tra cui, ma non limitati alle teologie femministe, alla teologia Queer e alla teologia nera, hanno usato questi testi (e altri) per far aumentare la positività sessuale entro un contesto cristiano.
La religione del Mormonismo insegna che il matrimonio debba essere compiuto solo tra un uomo e una donna. La Chiesa di Gesù Cristo dei santi degli ultimi giorni insegna ai suoi membri di obbedire alla legge della castità che afferma che "le relazioni sessuali sono giuste solo tra un uomo e una donna giuridicamente e legalmente affezionati come marito e moglie". Le violazioni di questo codice includono l'"adulterio, il ritrovarsi riuniti senza un affetto naturale, la lussuria, le infedeltà, l'incontinenza, le pubblicazioni oscene, l'impurità, l'affetto eccessivo/smodato, la fornicazione".
La religione tradizionale mormona vieta del tutto il comportamento omosessuale, sia che sia all'interno del matrimonio o all'esterno. Nella Lettera ai Romani 1: 24-32 Paolo ha predicato ai Romani cristiani che il comportamento omosessuale era peccaminoso. Nel Libro del Levitico 20:13 Mosè includeva nella sua legge che le azioni e i comportamenti omosessuali erano contro la volontà di Dio.
Nel corso degli anni '30 il fondatore della Chiesa mormone Joseph Smith istituì la pratica privata sulla poligamia; tale pratica è stata difesa dalla Chiesa come una questione di libertà di religione. Nel 1890 la pratica dentro la Chiesa venne interrotta. Dalla fine della poligamia i mormoni hanno creduto unicamente nel matrimonio tra due persone e quelle due persone devono essere un uomo e una donna. La comunità mormone afferma che amano ancora gli omosessuali come figli e figlie del Signore, ma se agiscono sulle basi delle loro inclinazioni allora sono soggetti alla disciplina della Chiesa
.

#### Sfondo storico
Nel cristianesimo primitivo (vedi origini del cristianesimo) e ascetico, la sessualità (ovvero la procreazione dei figli) non venne particolarmente considerata in modo benevolo, laddove invece il celibato e la verginità furono molto lodati. L'apostolo delle genti Paolo di Tarso affermò nella Prima lettera ai Corinzi che è bene che il non sposato rimanga in questo stato, ma se alcuni non possono controllare se stessi, allora dovrebbero sposarsi "perché è meglio sposarsi che bruciare di passione". Alcuni hanno suggerito che il trattamento dato da Paolo alla sessualità generale fosse influenzato dalla sua convinzione che la fine del mondo era imminente. Sotto questa prospettiva, Paolo, credendo che il mondo sarebbe presto terminato, lo ha preso come corollario per tutte le preoccupazioni terrene, inclusa quindi anche la sessualità la quale, in questa prospettiva, avrebbe dovuto avere ben poco interesse per i cristiani. Le lettere di Paolo mostrano una grande preoccupazione per le questioni sessuali rispetto ai detti attribuiti a Gesù dagli scrittori evangelici, poiché Paolo stava costruendo varie comunità cristiane per un periodo lungo dei decenni e nelle sue lettere risponde a varie questioni che si sono sviluppate al loro interno nel corso del tempo.
Paolo, tuttavia, ha sostenuto il matrimonio e il rapporto sessuale all'interno del matrimonio. Riconosce che per le coppie sposate il sesso è utile nel proteggerle dalle tentazioni che si possono presentare via via e raccomanda le relazioni sessuali in corso tra i coniugi, anche se le loro osservazioni religiose avrebbero potuto indurlo ad astenersi per un certo periodo di tempo. È importante anche notare che la visione che Paolo ha nei confronti della sessualità sia di fatto inutile per coloro che posseggono certi doni(presumibilmente il "celibato").
Il vescovo anglicano e teologo inglese dottor Nicholas Thomas Wright afferma che Paolo proibì in maniera assoluta la fornicazione, indipendentemente da una precedente pratica culturale del nuovo cristiano. Wright annota: "Se un corinzio dovesse dire: "Poiché sono corinzio, ho sempre avuto una serie di ragazze amiche con cui ho potuto dormire, questo è parte della nostra cultura", rispondeva Paolo, "ora che sei un cristiano non lo puoi più fare"... Quando qualcuno si è scontrato con le chiare regole di Paolo sull'immoralità o con le sue feroci controversie a tal proposito, quali le questioni che affronta nella Lettera ai Colossesi 3,5-10 è... ferreo, come vediamo drammaticamente nella Prima lettera ai Corinzi 5 e 6. Non c'è posto nella comunità cristiana per tali pratiche e per tali persone".
Le Scritture che nel Nuovo Testamento si occupano della sessualità sono varie. Le materie includono: il Concilio di Gerusalemme (Atti degli apostoli 15), l'immoralità sessuale, l'amore divino (1 Corinzi 13), il reciproco dono di sé (1 Corinzi 7), l'adesione corporea tra Cristo e la propria moglie (1 Corinzi 6: 15-20) e l'onore contro il disonore e l'adulterio (Lettera agli Ebrei 13: 4).
Il teologo Lee Gatiss afferma che "la parola fornicazione è uscita oramai di moda e non è non è più di uso comune per descrivere la sessualità non coniugale, ma è una traduzione eccellente per [il termine biblico] porneia, che fondamentalmente si riferisce a qualsiasi tipo di sessualità svolta al di fuori del vincolo matrimoniale... Questo è stato contestato... ma il peso schiacciante dello studio accademico e tutte le prove disponibili provenienti dal mondo antico puntano fermamente in questa direzione: "Fuggite l'immoralità sessuale (porneia) e perseguite l'autocontrollo" (Confronta la Prima lettera ai Tessalonicesi 4: 1-8) è stato il messaggio diretto ai cristiani immersi in un mondo pagano ("follemente sessuale")".
Nella Chiesa primitiva la riflessione sui testi scritturali ha introdotto un'ermeneutica relativa all'escatologia, soprattutto alla lettura del Libro della Genesi: il Giardino dell'Eden è stato visto come uno stato ideale normativo ai quali i cristiani dovevano tendere; gli scrittori hanno collegato nelle loro riflessioni il futuro godimento del cielo alla benedizione originaria di Adamo ed Eva.
La valutazione della verginità nella comunità ecclesiale più antica ha messo in rilievo una tensione tra l'ingiunzione della Genesi di "essere fecondi e di moltiplicarsi" (Genesi 1:28) con la sua comprensione implicita contestuale del matrimonio come istituzione sociale e l'interpretazione della superiorità della verginità al matrimonio, all'attività sessuale e alla formazione della famiglia; questo a partire dai testi del Vangelo di Matteo 19: 11-12 e Matteo 19:29. Il modo in cui i pensatori della patristica (i padri della Chiesa) hanno cercato di armonizzare i testi è stato attraverso la posizione che in realtà non vi erano stati rapporti sessuali nel Paradiso terrestre: secondo questa lettura la sessualità è nata e si è sviluppata soltanto a seguito della caduta dell'uomo e della sua conseguente espulsione dall'Eden, preservando così la verginità come stato perfetto sia nel "paradiso storico" sia in quello anticipato dalla fede cristiana.
Giovanni Crisostomo, Gregorio di Nissa, il martire Giustino, Epifanio di Salamina e Ireneo di Lione hanno tutti sostenuto questa visione:

#### Chiesa cattolica romana
Il piacere sensuale e le pratiche erotiche sono basate sul sacramento religioso dell'istitutuzione matrimoniale tra uomo e donna e possono essere esercitati solo all'interno di un tale collegamento.
Fin dai primi secoli del cristianesimo la morale instaurata dal pensiero paolino prevalse, per cui l'attività sessuale è stata permessa soltanto all'interno del matrimonio eterosessuale e solo a fini procreativi. Il matrimonio è indissolubile e monogamo; nessun metodo di contraccezione è ammesso. Tuttavia il Concilio Vaticano II (1962-65) ha raccomandato l'esercizio della virtù della castità coniugale, ma ha accettato il ricorso ai periodi infecondi (il cosiddetto metodo Ogino-Knaus); mentre l'utilizzo della pillola anticoncezionale è stato rigettato.
Per San Tommaso d'Aquino discostarsi dalla "postura normale" (la posizione del missionario) costituiva un peccato contro la Natura; per il "Concilio Vaticano II" il rapporto sessuale tra coniugi deve essere onesto e dignitoso e le relazioni sessuali coniugali dovrebbero essere "normali"; i mariti dovrebbero infine saper rimanere entro i limiti di una giusta moderazione.
La Chiesa cattolica afferma la sacralità di ogni vita umana, dal concepimento fino alla morte naturale; essa ritiene che ogni persona sia creata ad immagine e somiglianza di Dio e che vita umana non dovrebbe essere superata da altri valori (economici, preferenze personali, convenienze o ingegneria sociale). Pertanto il cattolicesimo si oppone ad attività che considera distruttive o svalutanti la vita creata da Dio, includendovi l'eutanasia, l'eugenetica, la pena di morte e l'aborto.
"Ogni uomo che fa l'amore con un altro uomo come fa con la moglie, sta commettendo un abominio, e il loro sangue ricadrà su di loro". Libro del Levitico 20:13. La Chiesa cattolica crede che la sessualità sia accettabile a condizione che si svolga all'interno del matrimonio. In questo ambito, secondo le parole del papa, non deve essere un tabù.
La sessualità entro i limiti matrimoniali che si propone a riproduzione è nobile e onorevole, un segno di comunità spirituale tra i coniugi e non un mero collegamento fisico o biologico. La Chiesa cattolica insegna anche che il manicheismo (la convinzione che lo spirito è buono e la carne è male) costituisce eresia; pertanto non insegna che la sessualità impedisca una vita piena nella grazia divina.
"E Dio vide quanto aveva fatto, e vide che era cosa buona". Libro della Genesi 1:31. Il corpo umano assieme alla sua espressione sessuale devono essere allora una cosa buona: il Catechismo della Chiesa Cattolica insegna che "la carne è il cardine della salvezza". L'ideale però rimane la castità, anche all'interno dello stesso matrimonio; la sessualità che ricerca il piacere fine a sé stesso non tenendo come suo obiettivo la procreazione viene considerato un peccato di lussuria e un'offesa alla castità.
Il Catechismo indica che le relazioni sessuali matrimoniali sono "un modo di imitare nella carne la generosità e la fecondità del Creatore" ed elenca la fornicazione come uno dei "reati contro la castità", chiamandola "un'azione intrinsecamente e gravemente disordinata", perché "l'uso della facoltà sessuale, per qualsiasi motivo, al di fuori del matrimonio è sostanzialmente contraria al suo scopo".
È per questo che la sessualità che punta al piacere non matrimoniale senza lo scopo finale della procreazione è considerato peccato e lussuria, tra cui l'omosessualità, la masturbazione, la fornicazione, la prostituzione, l'incesto e lo stupro.
I rapporti sessuali con persone di altre fedi non sono autorizzati ad aver luogo, perché per tenerli occorre essere sposati ed è consentito sposare solo una persona che ha ricevuto il sacramento del battesimo all'interno del cattolicesimo. Anche i testimoni dello sposo dovrebbero essere battezzati, così come il padrino e madrina dei bambini nati all'interno di un matrimonio cattolico. È necessaria l'espressa autorizzazione della Chiesa per poter contrarre un matrimonio misto, vale a dire tra un cattolico e un battezzato non cattolico; il matrimonio non viene invece autorizzato se vi è "disparità di culto", vale a dire tra un cattolico e un non cattolico, mantenendo così un forte divieto ai matrimoni misti o alle relazioni sessuali tra cattolici e persone di altre religioni.
La Chiesa ribadisce inoltre che la sessualità non matrimoniale è un peccato, perché viola il proposito della sessualità umana a partecipare all'atto coniugale; questo invece mira ad «un'unità profondamente personale, un'unità che, oltre l'unione in una sola carne, conduce a formare un cuore e un'anima sola» poiché il vincolo matrimoniale è un segno dell'amore tra Dio e l'umanità nel suo complesso.
Il Papa Giovanni Paolo II ha condotto il suo primo importante insegnamento sulla "teologia del corpo", presentata in una serie di conferenze con lo stesso nome. Nel corso di cinque anni ha spiegato una visione del sesso che non solo era positivo e affermativo ma che riguardava anche essenzialmente la redenzione, non la condanna. Ha insegnato che comprendendo il piano di Dio per l'amore fisico potremmo comprendere "il significato dell'intera esistenza e del senso della vita... Il corpo, e solo esso, è in grado di rendere visibile ciò che è invisibile: lo spirituale e il divino. È stato creato per trasferire nella realtà visibile il mondo del mistero nascosto in Dio da tempo immemorabile ed essere un segno di esso". Insegnava che gli esseri umani furono creati da un Dio amorevole per uno scopo: amare le persone che liberamente scelgono di amare, di darsi come persone che esprimono il proprio dono attraverso i loro corpi. Così, il rapporto sessuale tra marito e moglie è un simbolo della loro totale donazione reciproca.
Giovanni Paolo II dice anche che non esiste un'altra immagine più perfetta dell'unità e della comunione di Dio nell'amore reciproco che nell'atto sessuale di una coppia sposata, per cui si danno in modo totale, esclusivamente l'uno all'altro e fino alla fine della loro vita e in un modo fruttuosamente generoso partecipando alla creazione di nuovi esseri umani. Con questa prospettiva si comprende l'immoralità della sessualità extra-matrimoniale. Essa falsifica la lingua del corpo umano, un linguaggio dell'amore totale degno delle persone usando il corpo per fini egoistici, trattando così le persone come cose ed oggetti, piuttosto che trattare con persone incarnate con la riverenza e l'amore che gli spiriti incarnati meritano. Giovanni Paolo II sottolinea che esiste una grande bellezza nell'amore sessuale quando viene compiuto in armonia con i valori umani dell'impegno totale e della donazione liberamente scelta. Per lui, questo amore sessuale è una forma di culto, un'esperienza del sacro.

##### Celibato e Chiesa cattolica
Fin dal Medioevo la Chiesa cattolica ha chiesto formalmente che i sacerdoti e i vescovi fossero celibi. Tuttavia il celibato è una pratica e una disciplina le cui origini possono essere fatte risalire alla Chiesa primitiva, anche quando non era richiesto preventivamente a tutti coloro che ricevevano l'ordine sacro. In questo concetto il termine "celibato" non è sinonimo di astinenza sessuale; celibato significava che una persona non era sposata: implicitamente però significa che il celibe pratica l'astinenza sessuale e che la dottrina ecclesiastica condanna e relazioni sessuali al di fuori del matrimonio.
La disciplina del celibato non è considerato come uno dei dogmi infallibili e immutabili, nonostante ciò la dottrina della Chiesa cattolica indica che tanto la verginità quanto il celibato, che vengono vissuti come astinenza sessuale, sono doni e sacrifici superiori al matrimonio, secondo quanto si legge nelle Lettere di Paolo di Tarso; questo verrà confermato come dogma nel Concilio di Trento (1545-63). Per esempio, in alcuni casi, un anglicano o un ministro sposato protestante convertitosi al cattolicesimo, può ancora essere ordinato sacerdote.
Nelle Chiese di rito orientale cattoliche spesso gli omini sposati vengono ordinati sacerdoti, ma non possono mai accedere all'episcopato. Secondo quanto ne dice il Vangelo San Pietro era sposato; lui fondò la comunità cattolica romana e ne divenne il suo primo vescovo.
Il celibato sacerdotale poggia direttamente sui sacerdoti diocesani e non sui sacerdoti religiosi che seguono il celibato monacale (compimento del voto di castità), che è molto più antico. La storia del celibato sacerdotale obbligatorio si trova all'interno della storia della Chiesa cattolica o Chiesa latina. Da parte sua la Chiesa dell'Oriente cristiano include il celibato sacerdotale all'interno di un'ottica di scelta volontaria che il sacerdote ha compiuto prima di ricevere l'ordine di diacono, questo anche in quei gruppi di Chiese orientali che sono in comunione con Roma.
Alcune leggi cominciarono ad esigere il celibato sacerdotale tra le diocesi di rito latino nei primi tempi del V secolo e divenne manifesta solo nel Concilio Lateranense I nel 1123, anche se tale regolamento non è stato seguito rigorosamente. È stato solo nel XVI secolo al Concilio di Trento (1545-63) che il celibato sacerdotale obbligatorio è stato definitivamente stabilito così come è conosciuto ai nostri giorni, preminentemente come risposta alla Riforma protestante che aveva permesso e addirittura promosso il matrimonio dei sacerdoti, nel momento stesso in cui sopprimeva gli ordini religiosi e i loro voti.
Si sostengono molti argomenti per il fatto che la Chiesa latina dovesse scegliere preti non sposati. Si mette in evidenza un rilassamento nelle abitudini sessuali dei preti, che si tentò di regolare nei concili di Magonza e di Augusta, così come si dà per certo che nel corso del Concilio di Costanza ben 700 donne assistettero pubblicamente in attesa dei loro mariti sacerdoti che vi parteciparono. È possibile che un tale disturbo causasse una decisione di tipo celibatario, al fine di presentare la figura del sacerdote come ineccepibile. Un altro dei motivi spesso sostenuti è che nelle questioni di proprietà i sacerdoti sposati con figli, quando questi rimanevano orfani, reclamavano tutti gli averi in eredità, inclusa la parrocchia.
In tempi più recenti la posizione ufficiale del pontificato sul celibato è stata espressa in diverse occasioni, in risposta ad alcuni movimenti di rinnovamento cattolici sviluppatisi a seguito del Concilio Vaticano II i quali richiedevano il celibato opzionale, a volte con una sfida diretta mediante la richiesta di secolarizzazione o dell'accettazione pubblica della convivenza. La sesta lettera enciclica di Paolo VI intitolata Sacerdotalis Caelibatus (1967) rispose negativamente a queste proposte, Allo stesso modo hanno successivamente parlato anche Giovanni Paolo II e Benedetto XVI.

###### Papi sessualmente attivi
Sebbene diversi consigli locali della Chiesa avessero richiesto il celibato del clero in alcuni territori particolari, fu solo nel Concilio Lateranense II (1139) che l'intera Chiesa latina (di rito occidentale) cattolica decise di accettare i richiedenti all'ordine sacro solo dopo che avessero fatto una solenne promessa di celibato ecclesiastico. Come dogma però il celibato venne solennemente proclamato solo durante il XIX concilio ecumenico noto sotto il nome di Concilio di Trento (1545-63) come risposta alla riforma protestante avviata poco prima da Martin Lutero.
In tutta la storia registrata del papato si notano vari casi conosciuti di papi i quali, già ben prima della loro elezione al soglio pontificio o anche durante i rispettivi periodi di governo papale avevano figli, intrattenevano rapporti matrimoniali e di natura sessuale. I casi maggiormente conosciuti sono quelli relativi a:
- San Pietro apostolo - era sposato. Secondo quanto dice Clemente alessandrino negli Stromateis aveva anche dei figli[77]. Le leggende successive, risalenti al VI secolo, suggerivano che Pietro avesse una figlia, identificata come Santa Petronilla. Questo, tuttavia, è probabilmente il risultato di una somiglianza dei loro rispettivi nomi[78][79].
- Papa Siricio (384-99) - secondo la tradizione abbandonò la moglie e i figli per poter diventare papa. Il numero dei figli di Siricio è sconosciuto; nel 385 decretò che i sacerdoti non dovessero più vivere con le loro mogli.
- Papa Anastasio I (399-401) - fu padre del suo successore Papa Innocenzo I.
- San Papa Ormisda (514-23) - era sposato e già vedovo prima di essere ordinato sacerdote; era il padre di Papa Silverio[80].
- Papa Adriano II (867-72) - era sposato prima di diventare prete e aveva una figlia.
- Papa Sergio III (904-11) - sarebbe diventato il padre dei futuri Papa Anastasio III e Papa Giovanni XI a seguito di una relazione intrattenuta con Marozia, questo secondo le fonti costituite dal Liber Pontificalis («totam vitam suam in adulterio et vanitate duxit»[81][82][83]) e dal vescovo Liutprando di Cremona (in Antaodosis[84]). Il periodo scandaloso che cominciò con lui e che continuò con i seguenti sette papi fino all'anno 935 è stato chiamato, nella storiografia protestante, "Pornocrazia" e "Secolo oscuro" o "Secolo di ferro" dalla storiografia cattolica.
- Papa Giovanni X (914-28) - aveva rapporti romantici con Teodora e con sua figlia Marozia, secondo quanto ne dice Liutprando di Cremona nel suo Antapodosis[85][86] (vedi Saeculum obscurum).
- Papa Leone VI (928-928) - presunto amante di Marozia.
- Papa Giovanni XII (955-63) - eletto diciottenne fu deposto dal conclave. Si dice che avesse trasformato la Basilica di San Giovanni in Laterano in un vero e proprio bordello[87] e fu accusato di adulterio, fornicazione e incesto[88][89][90]; la sua vita fu dissoluta e indecente e venne soprannominato "il papa fornicatore"[91].

Benedetto di Soracte non mancò di far notare che aveva "un'intera collezione di donne". Secondo Liutprando di Cremona testimoniano il suo adulterio coloro che lo conoscevano molto bene: "aveva fornicato con la vedova di Rainier, con Stefania la concubina di suo padre, con la vedova Anna e con la sua nipote e fece dibentare il sacro palazzo un autentico casino". Secondo John Chamberlin era "un Caligola cristiana i cui crimini furono resi particolarmente terrificanti se confrontati con l'ufficio a cui era stato chiamato". Alcune fonti riferiscono che morì 8 giorni dopo essere stato colpito dalla paralisi mentre stava compiendo un atto di adulterio, mentre altri che fu ucciso da un marito geloso mentre stava compiendo atto di adulterio.
- Papa Giovanni XVII (1003) - ebbe tre figli, tutti diventati preti[97].
- Papa Benedetto IX (1033-44, poi una seconda volta nel 1045 e una terza nel biennio 1047-48 - accusato dal vescovo Benno di Piacenza di "molti vili adulteri"[98][99]. Papa Vittorio III si riferisce nel suo terzo libro dei Dialoghi "ai suoi stupri... e ad altri atti indicibili"[100]. La sua condotta spinse San Pier Damiani a scrivere un esteso trattato contro la sessualità illecita in generale, ed in particolare contro l'omosessualità. Nel suo Liber Gomorrhianus Damiani accusò Benedetto IX di sodomia e zoofilia oltre che di orge[101] ripetute. Nel maggio 1045 Benedetto IX si è dimesso dal suo ufficio per potersi così sposare[102].
- Papa Clemente IV (1265-68) - è stato sposato prima di diventare prete e aveva due figlie; entrambe entrarono in convento[103].
- Papa Onorio IV (1285-87) - ebbe almeno due figli[104].
- Antipapa Giovanni XXIII (1410-15) - eletto dal partito pisano alla fine dello scisma d'Occidente, successivamente ha ammesso di aver commesso incesto, adulterio, fornicazione e altri crimini ("duecento donne, matrone e le vedove, tra cui un paio di suore, sono cadute vittime del suo desiderio brutale")[105]. Secondo Indro Montanelli « aveva tutte le qualità che un sacerdote non dovrebbe avere: era un politicante ambizioso e accorto, un amministratore abile e rapace, un generale sagace e spietato. Perché avesse fatto il prete invece che il condottiero, non si sa. Ancora meno si sa perché lo elessero Papa, e in un momento come quello. Stando al suo segretario, egli aveva sedotto duecento fra ragazze, spose, vedove e suore. Né intendeva abbandonare questa piacevole attività, ora che aveva indossato la tiara.»[106].
- Papa Pio II (1458-64) - ha avuto almeno due figli illegittimi, uno a Strasburgo e uno in Scozia, entrambi nati prima di entrare nel clero. Ritardò a diventare un chierico a causa del requisito di castità[107].
- Papa Paolo II (1464-71) - i detrattori insistettero sul fatto che egli morì mentre si impegnava in un atto di sodomia con un paggio[108][109][110].
- Papa Sisto IV (1471-84) - secondo Stefano Infessura, Sisto era un "amante dei ragazzi e dei sodomiti" che assegnava benefici ecclesiali e vescovati in cambio di favori sessuali ed ebbe a nominare numerosi giovani all'ufficio cardinalizio, alcuni dei quali esclusivamente per il loro bell'aspetto[111][112][113].
- Papa Innocenzo VIII (1484-92) - ha avuto diversi figli llegittimi e "conobbe i piaceri della vita mondana"[114]. Ebbe almeno due figli illegittimi durante la sua giovinezza, entrambi nati prima di entrare nel clero[115]. Praticò attivamente il nepotismo, che è stato descritto come "tanto sontuoso quanto era spudorato"[116]. Il suo figlio naturale, Franceschetto Cybo, sposò a suo tempo per motivi politici la figlia di Lorenzo il Magnifico, Maddalena di Lorenzo de' Medici, facendo in seguito dare il cappello cardinalizio al cognato tredicenne, il futuro Papa Leone X[117].
- Papa Alessandro VI (1492-1503) - Ebbe tre figli da una o più madri rimaste ignote: Pedro Luìs Borgia (1458-1491) Duca di Gandia; Isabella Borgia (1467-1547) e Girolama Borgia (1469–1483). Ebbe quattro figli da Vannozza Cattanei, che a Roma svolgeva l'attività di locandiera e con cui mantenne una lunga relazione sessuale: Cesare Borgia (1475-1507); Giovanni Borgia (1476-1497); Lucrezia Borgia (1480-1519) e Goffredo Borgia (1481-1516).

Ebbe forse, ma questa paternità è incerta, anche una figlia da Giulia Farnese (sorella di Alessandro Farnese, futuro papa Paolo III): Laura Orsini (1492-1530). Ebbe infine altri due figli da donne sconosciute: Giovanni Borgia (1498-1547/1549) detto Infans Romanus, che secondo alcuni sarebbe in realtà figlio illegittimo di Lucrezia Borgia e di Pedro Calderón, il paggio del Papa. Rodrigo Borgia (1503-1527), riconosciuto da Papa Leone X come figlio di Papa Borgia e di una donna sconosciuta, secondo alcuni sarebbe in realtà figlio illegittimo di Francesco Borgia, cardinale di Cosenza.
Le voci circa la sessualità di Alessandro VI furono ancora più forti, specialmente dopo il "banchetto delle cortigiane" (o "delle castagne") (1501), un'orgia che si svolse all'interno del palazzo apostolico vaticano. In complesso la sua intera vita fu scandalosa e dissoluta.
- Papa Giulio II (1503-13) - ha avuto tre figlie illegittime[119], una delle quali fu Felice della Rovere (nata nel 1483, venti anni prima della sua elezione come papa, ma dodici anni dopo il suo incarico alla diocesi di Losanna, Ginevra e Friburgo[120]. Il Concilio Lateranense V, che cercò di farlo deporre nel 1511, lo accusò anche di essere dedito alla sodomia[121].
- Papa Leone X (1513-21) - accusato, dopo la sua morte, di omosessualità (da Francesco Guicciardini e da Paolo Giovio). È stato anche suggerito che avrebbe potuto avere motivi sessuali nell'offrire la propria preferenza a Marcantonio Flaminio[122].
- Papa Clemente VII (1523-34) - è stato probabilmente il padre di Alessandro de' Medici[123], che nominò al ducato di Firenze.
- Papa Paolo III (1534-49) - pospose la sua ordinazione a papa per poter mantenere il suo stile di vita dedita alla promiscuità ed aveva quattro figli illegittimi con la sua amante. Il suo soprannome era "Cardinal sottoveste", perché sua sorella Giulia era stata a suo tempo l'amante di Alessandro VI. Ha nominato suo figlio illegittimo Pier Luigi Farnese (soprannominato "il bastardo del papa") come primo tra i duchi di Parma[124][125].
- Papa Giulio III (1550-55) - è stato affermato che avesse avuto una lunga relazione d'amore omosessuale col cardinale Innocenzo Ciocchi del Monte, la qual cosa fu causa di scandalo pubblico. L'ambasciatore veneziano di quel tempo riferì che Innocenzo condivideva il letto del papa[126].
- Papa Pio IV (1559-65) - ha avuto tre figli illegittimi; Istituì il primo Indice dei libri proibiti.
- Papa Gregorio XIII (1572-85) - ha ricevuto la tonsura ecclesiastica a Bologna nel giugno del 1539, ma successivamente ha avuto una relazione che ha portato alla nascita di Giacomo Boncompagni nel 1548. Giacomo rimase illegittimo, ma Gregorio successivamente lo nominò gonfaloniere della Chiesa, governatore del Castel Sant'Angelo, nonché governatore di Fermo[127][128].
- Papa Leone XII (1823-29) - quando era ancora un giovane prelato venne sospettato di avere avuto un legame con la moglie di un soldato della Guardia svizzera e nel corso della sua carica alla nunziatura apostolica in Germania avrebbe generato tre figli illegittimi[129].

#### Protestantesimo
Quasi tutti i protestanti affermano che la sessualità, in tutte le sue forme, al di fuori del vincolo matrimoniale, compreso quella condotta tra le coppie fidanzate o coabitanti, rappresenti un peccato di fornicazione. Questo rifiuto della sessualità prematrimoniale include anche le chiese più liberali.
La sessualità al di fuori dal matrimonio è respinta come comportamento immorale dai cristiani chiamati "conservatori", come ad esempio la cosiddetta frangia "fondamentalista", nelle loro rispettive chiese, sette e gruppi. La posizione specifica varia dal suggerimento al pentimento fino all'ostracismo totale nei confronti di coloro che si sono resi colpevoli di una tale pratica. In generale il cristianesimo promuove il matrimonio, ma la sessualità al di fuori di esso e le pratiche sessuali volte esclusivamente al piacere sessuale sono accettati come una parte normale del comportamento umano da alcune chiese, sette e gruppi chiamati "progressisti".
Alcune traduzioni del Nuovo Testamento usato la parola fornicazione per uno dei comportamenti che ottengono una delle condanne più severe pene: "fornicatori, idolatri, adulteri... non erediteranno il regno di Dio". La parola originale nella Koinè della lingua greca è porneia. Questo termine greco è usato da alcune chiese per includere qualsiasi forma di comportamento sessuale che non viene accettato e non v'è un serio dibattito circa il suo preciso significato, che in greco classico si riferisce specificamente alla prostituzione, avendo la stessa origine etimologica della parola "pornografia" (letteralmente, la descrizione o la scrittura della prostituzione). Molti esperti hanno tradotto porneia come "immoralità" piuttosto che come fornicazione.
I protestanti, però, a differenza dei cattolici romani approvano la masturbazione, a causa della mancanza di una specifica ingiunzione biblica contro tale atto. La corrente principale e quella conservatrice sono concordi sul fatto che la masturbazione non sia un peccato. La masturbazione non è quindi un peccato, sebbene ci siano varie restrizioni, come l'assicurarsi preventivamente che essa non provochi l'uso di pornografia o il guardare con concupiscenza il prossimo o la masturbazione reciproca od infine la dipendenza dall'atto. Non deve inoltre essere intrapresa in uno spirito di sfida contro Dio.
Nella maggior parte delle Chiese rifacentisi al luteranesimo e al Calvinismo, la Chiesa protestante nei Paesi Bassi e la Federazione delle chiese protestanti svizzere, l'omosessualità veniva inizialmente considerata come una violazione del VII comandamento (Non commettere atti che non siano puri).
Ma in molte chiese luterane, unite e riformate (quelle fondate cioè da Martin Lutero e Giovanni Calvino) si è avuto, nonostante ciò, col passare del tempo l'introduzione di una visione diversa sull'omosessualità in senso maggiormente liberale, tanto che in queste chiese luterane unite e riformate viene ai giorni d'oggi permesso agli omosessuali di essere ministri luterani o calvinisti e le coppie gay sono benedette nelle loro chiese. Anche in alcune delle chiese rifacentisi al metodismo quali quelle inglesi, la Chiesa unita del Canada e la Chiesa evangelica in Germania le coppie gay possono ottenere una tale benedizione.
"La sessualità umana è riservata per due persone in un rapporto d'impegno esclusivo; tuttavia la questione fondamentale su cui le nostre chiese possono differire è che lo scopo e l'obiettivo della sessualità umana può essere applicato anche alle relazioni tra persone dello stesso sesso e alle relazioni eterosessuali al di fuori del vincolo matrimoniale". Federazione mondiale luterana
All'interno della luterana Chiesa di Svezia il vescovo di Stoccolma Eva Brunne è una lesbica dichiarata.
La Metropolitan Community Church, conosciuta anche come la "Compagnia Universale delle Chiese della Comunità Metropolitana", ha un approccio specifico alle famiglie e alle comunità lesbiche, gay, bisessuali e transgender.

#### Valdismo
Nella Chiesa valdese dei giorni nostri è largamente prevalente un'apertura ai temi dell'omoaffettività. Il sinodo valdese, a larga maggioranza, ha deliberato in favore della benedizione delle coppie omosessuali. La Chiesa valdese si impegna attivamente nella lotta all'omofobia e nel supporto al movimento LGBT. Il dibattito sul tema dell'omosessualità avviene anche tramite la R.E.F.O. (Rete Evangelica Fede e Omosessualità) e l'"Associazione Fiumi d'acqua viva - Evangelici su fede e omosessualità".
La benedizione delle coppie omoaffettive è stata approvata da un ordine del giorno del sinodo della Chiesa il 26 agosto 2010 «laddove la chiesa locale abbia raggiunto un consenso maturo e rispettoso delle diverse posizioni»; l'orientamento è stato confermato nel corso del Sinodo 2011..

#### Anglicanesimo
All'interno della Chiesa anglicana vi è una grande discussione sulla benedizione delle coppie gay e sulla tolleranza nei confronti dell'omosessualità. La discussione è più sull'aspetto dell'amore tra due persone dello stesso sesso in un rapporto che non riguarda soltanto l'aspetto sessuale di una relazione. In alcune diocesi certe chiese episcoaali in "comunione anglicana", la Chiesa episcopale degli Stati Uniti d'America e la Chiesa anglicana del Canada permettono apertamente i sacerdoti gay nel loro ministero e consentono le benedizioni alle coppie dello stesso sesso, il che ha suscitato molte critiche da altre parti della comunione anglicana. Le chiese anglicane in alcune parti dell'Africa sono estremamente conservatrici nel loro atteggiamento verso l'omosessualità. I sacerdoti gay nella maggior parte delle chiese anglicane devono rimanere celibi se desiderano continuare la loro funzione sacerdotale.
Tra le chiese più liberali come l'unitarianismo o i quaccheri l'omosessualità è pienamente accettata ed integrata nella comunità; inoltre nella Chiesa unita di Cristo e nella Chiesa unita del Canada gli omosessuali possono anche accedere all'ordinazione ministeriale. Le chiese liberali approvano tutti i tipi di sessualità eseguiti tra due adulti consenzienti.

#### Evangelicalismo
La maggioranza della Chiesa evangelica, come ad esempio la Southern Baptist Convention, interpretano la Bibbia per dire che l'attività omosessuale è un peccato. Anche se il Libro del Levitico richiede l'uccisione per chi commette un atto omosessuale, gli evangelici ritengono che questa imposizione faccia parte della legge Mosaica. Essi sottolineano che nel Nuovo Testamento (Lettera ai Romani 1:27) mentre è ancora considerato un peccato, i peccatori hanno la possibilità di essere perdonati. Il tema del Levitico sulla pena di morte per chi commette tale peccato non trova eco in questa lettura.

#### Mormonismo
In varie occasioni i dirigenti della Chiesa di Gesù Cristo dei santi degli ultimi giorni hanno insegnato che i loro membri non dovrebbero masturbarsi come parte dell'obbedienza alla legge di castità della Chiesa.

##### Omosessualità
La Chiesa mormone ritiene che la sessualità praticata al di fuori dal matrimonio sia un peccato e che il comportamento omosessuale debba essere condannato. Il matrimonio eterosessuale è visto come la più alta forma di relazione esistente all'interno della Chiesa. Si crede inoltre che gli omosessuali abbiano la capacità di superare la propria omosessualità attraverso forti pratiche di fede e pentimento per le loro azioni e pensieri peccaminosi.

##### Sessualità femminile
La sessualità femminile è destinata esclusivamente allo scopo di avere figli. Alle donne sono stati concessi tutti i diritti da parte di Dio per svolgere il loro dovere nei Suoi confronti di far nascere e allevare i figli. Nel corso del XIX secolo il ruolo di genere femminile consisteva essenzialmente nel dover vivere la propria intera esistenza intorno al marito e ai figli. Le donne che hanno rifiutato questo ruolo come donne casalinghe sono state considerate instabili e corrotte. Le donne dovevano essere pure, stabili nella coscienza e perfettamente spirituali.

##### Poligamia
Al di fuori del mormonismo, nel XIX secolo, si credeva che la poligamia fosse inaccettabile e pertanto le donne mormone si vedevano in una luce diversa se partecipavano ad un matrimonio poligamo. Sebbene i loro accordi matrimoniali fossero contrari alle norme sociali predominanti, le donne mormone continuavano a difendere il loro diritto di essere parte di un matrimonio poligamo. Tutte le donne mormone hanno dovuto accettare la possibilità di essere una moglie plurale se volevano continuare il proprio cammino nella religione dei "Santi degli Ultimi Giorni". La poligamia divenne non solo un dovere sociale, ma anche un modo di vita che conduceva alla salvezza. Le mogli plurali hanno ottenuto la salvezza ma solo il primo nato ha ricevuto lo status sociale di legittimità.
Molti credevano che la società esterna fosse molto più peccatrice rispetto a quello che loro stavano compiendo attraverso la poligamia. Anche se il concetto di essere una moglie plurale era ampiamente accettato in quel determinato momento storico, v'era anche una buona quantità di donne che non pensavano che i matrimoni plurimi fossero una buona cosa. Molti, all'interno della stessa Chiesa, che erano in opposizione alla poligamia ed affermavano che le donne che vivevano in matrimoni poligamici fossero in realtà degradate rispetto alla santità del matrimonio. Per alcuni l'idea della poligamia ha rovinato la sessualità della donna e il suo ruolo.

#### Unity Church
Mentre la Unity Church, ad un certo punto della sua storia, ha offerto preghiere per la guarigione dell'omosessualità, la chiesa ha ordinato costantemente ministri gay, a partire da Ernest C. Wilson, ordinato come ministro dal fondatore Charles Fillmore, che lo ha mandato in una Chiesa di Hollywood (in California), per metterlo a conoscenza del suo orientamento sessuale.

### Fede Bahá'í
Nella Fede Bahá'í i rapporti sessuali sono consentiti solo tra un marito e una moglie. Bahá'u'lláh, il fondatore della fede Bahá'í, nel suo libro di leggi intitolato Kitáb-i-Aqdas proibisce i rapporti sessuali extraconiugali. L'interpretazione della sessualità nella fede Baha'i vuole che la castità debba essere praticata da entrambi i sessi prima del matrimonio perché ciò è lodevole eticamente e porta ad una vita coniugale pienamente realizzata. La fede Bahá'í riconosce il valore dell'impulso sessuale ma ne impone il suo uso corretto, che cioè rientri nell'istituzione del matrimonio; i Baha'i non credono nella soppressione dell'impulso sessuale ma nella sua regolazione e controllo.

## Religioni Dharmiche e sessualità

### Induismo e sessualità
A differenza delle altre religioni, la visione morale della sessualità nell'induismo varia ampiamente a seconda del particolare ramo preso in considerazione. I testi sacri indù rimangono molto vaghi sulla questione; vi sono complessi templari che mostrano apertamente l'attività sessuale (come ad esempio nelle grotte di Ajanta e ad Ellora), inoltre l'immaginario sessuale non è sacrilego (basti solo pensare al Lingam, il simbolo fallico del dio Shiva). Ma ciò nonostante l'autocontrollo sessuale, così come anche per gli altri aspetti della vita, viene considerato essenziale per il benessere derivante dal Dharma e dal Karma.
Gli induisti iniziano la loro vita religiosa come Brahmacharya, cioè allo stadio di studenti/discepoli, in cui sono diretti a progredire in direzione dell'educazione spirituale per prepararsi ad una vita di avanzamento nel loro Dharma (impegni sociali, occupazionali, genitoriali ecc.) e nel proprio Karma (seguendo le corrette azioni terrene); per tutta la durata di questa fase sono tenuti ad osservare uno stretto celibato.
Solo una volta che abbiano raggiunto la fase di Grihastha o "famiglia" possono cercare, rispettivamente, il Kama (piacere sessuale) e l'Artha (le realizzazioni mondane e la prosperità materiale) attraverso il matrimonio (nella generalità dei casi ancora come matrimonio combinato) e le loro personali vocazioni.
Il Kāma Sūtra (il Sutra del dio Kama) di Vatsayana, utilizzato ampiamente come un vero e proprio manuale sessuale di posizioni sessuali, offre uno scorcio sulle abitudini sessuali, sull'etica e sulle regole sociali prevalenti al momento della sua composizione quel tempo (periodo Gupta, tra il I e il IV secolo). Sringara Ras è uno dei nove Rasa ("sapori" o "emozioni"), corrispondente specificamente all'attrazione romantica e/o erotica.
L'Abhijñānaśākuntalam, un noto dramma in sanscrito di Kālidāsa, viene citato come uno dei migliori esempi di Sringara Ras; esso narra la storia d'amore tra Dushyanta e Shakuntala.
La versione Tantra dell'induismo che assume gli aspetti sessuali dell'individuo per promuoverne la crescita spirituale ha subito l'attenzione, a volte morbosa, del mondo occidentale che l'ha divulgata attraverso il cosiddetto Neotantra.
Purtuttavia nella sua generalità la società indù è stata variamente influenzata da altre religioni fin dall'epoca medioevale, prima dai leader della minoranza islamica al potere e poi, a partire dal XVIII secolo, anche dai colonizzatori britannici cristiani; ciò si riflette sui suoi atteggiamenti molto più restrittivi sulle questioni sessuali rispetto ai tempi passati.
Inoltre molti indù moderni (in particolare nelle grandi città dell'India o tra i migranti e le seconde generazioni stanziali nei paesi occidentali) hanno accettato i costumi sessuali dei paesi dell'occidente secolarizzato e che nella pratica sono molto più liberali rispetto all'induismo tradizionale, come ad esempio i rapporti prematrimoniali, i matrimoni d'amore (mentre la visione tradizionale indù è ancora quella del matrimonio combinato) oltre alla bisessualità e l'omosessualità. Tra gli elementi più tradizionali della società indiana tuttavia tali concetti rimangono essenzialmente degli anatemi.
La maggior parte degli indiani che hanno adottato la cultura occidentale aderisce però a standard sessuali di moralità vittoriana, percependo come immorale e vergognosa la sessualità prematrimoniale ed extraconiugale. Nella dottrina religiosa il divieto della sessualità al di fuori del matrimonio è in gran parte correlato alle fasi indù della vita prescritte e da seguire se si vuole raggiungere Moksha (un concetto del tutto simile a quello del Nirvana buddhista, o "liberazione dell'anima").
Influenzata dall'Islam e dalla civiltà britannica, la legge indiana considera qualsiasi altro tipo di relazione sessuale al di fuori della monogamia eterosessuale come illegale; però non viene prescritta nessuna restrizione su qualche particolare attività sessuale, considerando il fatto come un affare strettamente privato all'interno del matrimonio. La maggior parte degli indù sono estremamente contrari ad esporre apertamente i temi riguardanti la sessualità e le stesse manifestazioni pubbliche di affetto sono considerate di cattivo gusto.

### Giainismo e sessualità
Il giainismo ha concepito il concetto (anche induista) di Brahmācarya come sinonimo di castità, che è anche uno dei cinque voti del yina-kalpa. Nonostante ciò si raccomanda ai giovani discepoli il matrimonio, che viene descritto come un impegno per la vita che viene sostenuto dall'intera comunità. È considerato come una pratica mondana, però ammessa per loro, perché non si perdano nella corruzione; inoltre si permette anche che i figli nati da questo matrimonio possano seguire il Dharma. Il testo che tratta su questa pratica è il Yaina-vivaja-vidhi (regole matrimoniali tra giainisti).

### Buddhismo e sessualità
La formulazione più comune dell'etica buddhista è costituita dai precetti buddhisti e nello specifico dal Nobile Ottuplice Sentiero, i quali affermano che nessuno dovrebbe essere troppo attaccato o desideroso del piacere sensuale. Questi precetti assumono la forma di compiti volontari e personali, non derivanti pertanto da un superiore mandato divino o da un'istruzione dogmatica.
La seconda delle Quattro nobili verità proclama che la causa ultima di tutte le sofferenze è l'attaccamento e il desiderio (Taṇhā) e la terza indica che il modo di eliminare completamente la sofferenza include anche l'eliminazione di ogni attaccamento e desiderio. La sessualità si caratterizza sia per l'attaccamento (kama-upadana) sia per il desiderio (kama-tanha).
Essendo la sua natura del tutto impermanente il piacere sessuale è parte del resto dei piaceri mondani, l cui incontro e scomparsa porta sempre con sé ed arreca una dose di sofferenza, nel non poter incontrarlo o nel non voler farlo scomparire. Il desiderio sessuale (kama-cchanda) di solito è uno dei più difficili da gestire, sebbene esista una qualche forma di accomodamento naturale in parallelo al progresso effettuato dal praticante.
Così, secondo le scritture buddhiste, a questo punto il seguace sarà contrassegnato nel suo percorso in direzione del Nirvana - per il suo progresso personale - da quattro fasi o stadi: nel primo, chiamato "l'entrata nel flusso" (sotapattana) la persona ha una prima forma di realizzazione del Nirvana ma continua a provare il desiderio sessuale, sebbene non commetta azioni dannose; nel secondo stato chiamato "che ritorna una sola volta" la persona ha una seconda forma di realizzazione del Nirvana in un modo più approfondito rispetto alla precedente, dopo di che sarà soggetto al mondo della sensualità ancora una volta; solo a seguito del terzo stato, chiamato "che non ritorna" (Anagamin) la persona si ritroverà completamente liberata dal desiderio sessuale così come da tutti gli altri desideri mondani.
Il buddhismo vede due approcci possibili per l'etica e la morale sessuale, a seconda che ci si indirizzi ai laici o ai monaci. I monaci e le monache rimangono sempre soggetti al codice Vinaya indipendentemente dalla scuola o tradizione a cui appartengono (ad eccezione di alcune scuole descritte più sotto) e sono soggetti a più di 250 regole di disciplina, tra i quali vi è un divieto esplicito nei confronti di qualsiasi tipo di attività sessuale, o di far scorrere lo sperma nel caso degli uomini).
I laici debbono invece rispettare i cinque precetti etici guida, tra i quali vi è incluso anche il cercare di evitare la "cattiva condotta sessuale": tale divieto si riferisce all'adulterio, alla pedofilia, allo stupro e altre parafilie e comportamenti sessuali che comportino la sofferenza di altre persone o di se stessi.
Dei "Cinque precetti" il terzo voto è come detto quello che raccomanda di astenersi dall'intrattenere relazioni sessuali con il coniuge di un'altra persona, con i minori (ossia i bambini ancora sotto la protezione di un tutore o di un genitore) o con coloro che hanno già preso i voti di celibato religioso. Nel buddhismo cinese il terzo voto viene interpretato anche come l'astensione dalla sessualità al di fuori del matrimonio.
Dai Bikkhu (monaco buddhista) e dalle Bhikkhuni (monache) componenti il Sangha ed appartenenti alla maggior parte delle tradizioni buddhiste ci si aspetta che si astengano da tutte le attività sessuali: si dice che il Buddha abbia ammonito i suoi seguaci ad evitare la non-castità "come se fosse una fossa incendiata o un cratere di carboni ardenti". Mentre i laici possono avere rapporti sessuali all'interno del matrimonio, i monaci se ne devono astenere.

#### Etica e morale sessuale per monaci e monache
Il monachesimo buddhista è uno stile di vita molte severo e disciplinato, simile a quello degli ordini contemplativi cristiani. Alla comunità di monaci e monache si dice che il Buddha stesso abbia chiesto di evitare i "difetti di castità" come se si trattasse di "una fossa incendiata o di un cratere di carboni ardenti"; le carenze relative possono variare in gravità potendo condurre fino all'espulsione dalla comunità monastica.
Uno degli insegnamenti centrali del primo tra i sermoni fondanti procunciati dal Buddha riguarda il fatto che non si dovrebbe perseguire il piacere sensoriale durante il perseguimento dell'Illuminazione, in cui vi è incluso anche il piacere dei sensi. Quest'idea viene rafforzata in vari passaggi dei Sutta Piṭaka come nella similitudine delle quaglie (nel Sutta 66 del Majjhima Nikaya) in cui Buddha insegna che i piaceri sensoriali non dovrebbero essere attuati, sviluppati o coltivati, ma che altresì dovrebbero invece essere temuti.
Nell'Alagaddupama Sutta o "la similitudine del serpente" Buddha afferma che la ricerca dei piaceri sensuali è incompatibile con il perseguimento dello stato di illuminato: "Monaci, chiunque voglia prendere parte ai piaceri sensuali senza desideri sensuali, senza la percezione stessa del desiderio sensuale, ebbene questo è impossibile". Buddha ha donato una guida severa e disciplinata ai propri monaci, mentre ai suoi seguaci laici ha dato loro indicazioni più flessibili e aperte.
Nonostante ciò si possono notare due eccezioni nel clero buddhista che si verificano all'interno dello sviluppo storico del movimento del buddhismo Mahāyāna parecchi secoli dopo. La prima è quella costituita dal "buddhismo tantrico" o buddhismo Vajrayāna, che comprende la sublimazione del desiderio sensuale come una parte attiva della via conducente verso lo stato illuminato, assimilando così l'influenza del Tantra induista originario del Bengala e del Gujarat.
Le scuole Vajrayana mongole, tibetane e bhutanesi che conoscono l'esistenza del Lama si è spesso verificato tra di loro il matrimonio; la parola lama significa letteralmente "maestro" ed è l'equivalente della parola sanscrita guru. I lama possono essere sia laici che monaci; se sono monaci debbono anch'essi allo stesso modo osservare la regola rigorosa dei Vinaya rispetto al divieto di attività sessuale, matrimonio ecc; mentre quando i lama sono laici possono condurre una normale attività sessuale, sposarsi e avere figli.
L'altra eccezione è quella costituita dal buddhismo giapponese, che a partire dal periodo Edo è stato integrato nella vita politica, economica e sociale delle comunità, consentendo la figura del sacerdote che poteva sposarsi pur mantenendo determinate regole. Le funzioni sacerdotali primarie sono solitamente quelle di prendersi cura dei templi ed il servizio alle piccole comunità locali. Questo fatto viene indicato dagli storici come rilevante nella rapida perdita di prestigio popolare del Buddhismo nel corso del periodo Meiji.
Tuttavia il matrimonio dei preti è continuato, rimanendo totalmente installato all'interno della società. Negli ultimi anni alcune scuole giapponesi come quella Rinzai hanno compiuto notevoli sforzi per sottolineare il carattere monastico delle loro scuole e per distinguere chiaramente tra il sacerdote (laico) e il monaco (rinunciante). Però altre scuole giapponesi sono totalmente laiche e non hanno monaci, quindi la situazione rimane complessa, non è generalizzabile ed in essa il dibattito rimane ancora ben vivo.
Entro questo dibattito è apparsa anche la nuova figura della sacerdotessa sposata e con figli, un fenomeno questo in crescita a partire dagli anni novanta.

#### Etica e morale sessuale per i laici
Quando al Buddha venne chiesto da parte dei laici (Anguttara Nikaya, 10.176) come fosse possibile osservare un cammino di purificazione per il corpo pur rimanendo al di fuori della comunità monastica, egli rispose che si sarebbe dovuto seguire un percorso composto da tre vie: astenersi dal togliere la vita agli esseri e vivere compassionevolmente per loro, abbandonare il furto e l'appropriazione di ciò che non è stato donato, non coinvolgersi sessualmente con qualcuno se questo danneggia il sentimento di protezione di una terza parte verso questa persona.
Mentre il buddhismo theravada tende tradizionalmente a sottolineare il modo attraverso cui il monaco può conseguire la completa illuminazione, nell'altra suddivisione più importante del buddhismo, quella mahayana, spesso ne viene sottolineato un modo laico. Il Vimalakīrti Nirdeśa Sūtra rappresenta la scrittura fondamentale Mahayana; qui si suppone che la base principale che può elevare la vita laica abbia le medesime potenzialità spirituali di quella dei monaci. In questo Sutra viene esemplificato un laico sposato con figli che realizza la completa illuminazione senza dover per questo rinunciare alla propria vita nel mondo di tutti i giorni.
Così all'interno del buddismo Mahayana vi sono scuole tradizionali in cui il monachesimo non solo non è presente, ma che anzi è interamente composto da laici, come ad esempio accade nella scuola buddhista maggioritaria dell'Asia orientale, l'Amidismo o "Terra Pura", chiamato Shin in Giappone. I cinque precetti che coinvolgono la vita etica per i laici sono:
- Assumo il precetto di rispettare la vita;
- Assumo il precetto di non prendere ciò che non viene offerto;
- Assumo il precetto di avere un comportamento sessuale corretto (che non è nociva per gli altri o per me stesso);
- Assumo il precetto non parlare in modo dannoso (mentendo, con maleducazione, con uno sfarzo dialettico eccessivo, con pettegolezzi o chiacchiere);
- Assumo il precetto di non prendere intossicanti (che alterano la mente e che minacciano di infrangere gli altri precetti).

I precetti sono linee guida di osservanza volontaria. I buddhisti debbono analizzare le proprie azioni e pensieri secondo questi precetti per comprovarne l'efficacia, piuttosto che sottoscrivere una lista di comandamenti. Il terzo precetto, quello inerente alla "cattiva condotta sessuale", è stato commentato in maniera diversa dalle differenti tradizioni buddhiste e dai maestri nel corso della storia. Alla luce di insegnamenti, commentari e pratica personale, in ultima analisi è l'individuo che determinerà come svilupparlo nella maniera più efficace per la sua pratica.
La sessualità secondo il buddhismo non dev'essere né repressa né morbosamente esagerata tanto da ondurre alla follia; si dovrebbe invero rimanere sempre sotto il controllo della volontà, come quando si contempla in modo sano e ci si mette nella giusta prospettiva.

## Religioni dell'estremo oriente e sessualità
Le religioni o movimenti filosofico-religiosi originatisi in Cina contengono come uno dei loro principali concetti la dialettica tra yin e yang, che può essere interpretata anche in termini sessuali.

In Giappone la morale sessuale è nata nella religione tradizionale dello Shintoismo, in cui le forze della natura e della fertilità sono di primaria importanza. Dall'epoca della diffusione del buddhismo nel territorio dell'isola, lo zen ha avuto anche una grande importanza.

## Esoterismo occidentale e occultismo
La "magia della sessualità" è un termine utilizzato per indicare vari tipi di attività sessuale utilizzate a fini magici, rituali di teurgia o altrimenti religiosi e della spiritualità che si possono rinvenire nell'esoterismo occidentale il quale ingloba un ampio spettro di tradizioni spirituali presenti nella società occidentale o riferentisi al complesso del misticismo, dell'esoterismo occidentale conosciuto nella civiltà occidentale.
Una pratica della magia della sessualità consiste nell'utilizzare l'energia prodotta dall'eccitazione sessuale o dall'orgasmo per ottenere la visualizzazione di un risultato desiderato. Una premessa della magia della sessualità è il concetto che vuole l'energia sessuale essere una forza potente che può essere sfruttata per trascendere la propria realtà percepita normalmente.
I primi insegnamenti pratici conosciuti della magia della sessualità nel mondo occidentale provengono dall'esponente dell'occultismo statunitense Paschal Beverly Randolph del XIX secolo nella sua opera intitolata The Mysteries of Eulis. Nella seconda metà del XIX secolo la riformatrice sessuale Ida Craddock fece pubblicare numerose opere riguardanti la "sessualità sacra", in particolare Heavenly Bridegrooms e Psychic Wedlock.
Il mago Aleister Crowley esaminò le opere di Craddock nelle pagine della sua rivista The Equinox affermando che erano "... uno dei documenti umani più importanti mai prodotti, e che dovrebbero certamente trovare un editore regolare in forma di libri. L'autrice sostiene di essere la moglie di un angelo. Ella espone nella massima completezza la filosofia legata a questa tesi. Il suo apprendimento è enorme... Questi libri sono di valore incalcolabile per ogni studente di questioni occulte. Nessuna "libreria Magick" è completa senza di esse".
Crowley rimase coinvolto con l'occultista tantrico tedesco Theodor Reuss e con l'Ordo Templi Orientis (OTO) a seguito della pubblicazione di The Book of Lies avvenuta tra il 1912 e l'anno successivo. Secondo il racconto fattone dallo stesso Crowley, Reuss gli si avvicinò accusandolo di aver rivelato il segreto sessuale più intimo di OTO in uno dei capitoli più criptici del suo libro. Quando Reuss scoprì che Crowley lo aveva fatto del tutto involontariamente, lo avviò nel IX (nono grado) di OTO e lo nominò "Sovrano Gran Maestro Generale dell'Irlanda, di Iona e di tutti i Britannici".
Mentre OTO includeva, sin dall'inizio, gli insegnamenti magico-sessuali di Crowley nei più alti livelli dell'ordine, quando questi divenne capo dell'organizzazione ampliò questi insegnamenti associandoli con gradi diversi come segue:
- VIII: sono state insegnate tecniche magiche masturbatorie o autosessuali, chiamate il "Piccolo lavoro del Sole";
- IX: le tecniche magiche eterosessuali sono state insegnate;
- XI: le tecniche magiche di sesso anale sono state insegnate.

Il professore di religioni comparate presso l'Università statale dell'Ohio Hugh Urban non ha mancato di sottolineare l'accento di Crowley sulla sessualità come "il potere supremo magico". Secondo Crowley:"The Book of the Law risolve completamente il problema sessuale. Ogni individuo ha un diritto assoluto a soddisfare il proprio istinto sessuale come gli è fisiologicamente più appropriato per lui. L'unica ingiunzione consiste nel trattare tutti questi atti come sacramenti. Non si deve mangiare come i bruti, ma per consentire a uno di fare la propria volontà. Lo stesso vale per il sesso. Dobbiamo usare ogni facoltà per portare avanti l'unico oggetto degno della nostra esistenza".

## Sessualità nelle altre religioni o in movimenti similari

### Sikhismo
Per il Sikhismo tra i "Cinque vizi cardinali" vi è inclusa, in primo luogo, la lussuria, che è peccaminosa e produce solo vergogna e miseria. La sessualità coniugale è consentita ma qualsiasi altra relazione sessuale è vietata, in particolare la promiscuità e ciò che viene definito come "perversione sessuale".
Il quarto di questi vizi è l'eccessivo attaccamento, che può essere un amore esagerato nei confronti della moglie, dei figli o dei beni materiali dal momento che, non permanendo essi durevolmente, come accade per ogni tipo di amore terreno, possono essere solo transitori.
La contraccezione è permessa ma non l'aborto, si permettono gli anticoncezionali anche come un metodo per evitare le conseguenze di una relazione sessuale illecita.

### Unitariani universalisti
Mentre unitarianismo e universalismo sono termini usati per esprimere idee teologiche cristiane, a partire dalla fine degli anni '50 gli unitariani universalisti(UU) hanno modificato la posizione cristiana per il fatto di essere meno concentrata sulle Sacre Scritture e sulla tradizione, comincino trarre ispirazione da una più ampia gamma di fonti.
Molte congregazioni UU hanno intrapreso una serie di passi organizzativi procedurali e pratici per essere riconosciuti come una "Congregazione di accoglienza": una congregazione che ha adottato misure specifiche per accogliere ed integrare membri gay, lesbiche, bisessuali e transgender (LGBT). I ministri UU eseguono celebrazioni di unione delle coppie dello stesso sesso e, dove ciò è reso legale, veri e propri matrimoni, talvolta anche come forma di protesta civile ove questi non siano ancora ammessi.
Il 24 giugno 1984 gli unitariani universalisti sono diventati la prima grande Chiesa ad approvare le benedizioni religiose rivolte alle coppie omosessuali; sono stati all'avanguardia nell'opera per rendere legali i matrimoni tra persone dello stesso sesso negli stati e province locali in cui si trovano presenti, nonché anche a livello nazionale.
Gli uomini gay, bisessuali o le lesbiche sono anche regolarmente ordinati come ministri ecclesiastici ed un certo numero di loro si sono anche legalmente sposati con i propri partner. Nel maggio del 2004 la "Arlington Street Church" di Boston è stata la sede del primo matrimonio religioso omosessuale negli Stati Uniti d'America. La posizione ufficiale è per la legalizzazione generalizzata del matrimonio omosessuale.
Sempre nel 2004 il reverendo Debra, del "The Religious Institute on Sexual Morality, Justice, and Healing", ha pubblicato una lettera aperta ai leader religiosi sulla parità matrimonial per affermare il matrimonio omosessuale da una prospettiva di multifede (An Open Letter on Religious Leaders on Marriage Equality). Nel dicembre del 2009 a Washington il sindaco Adrian Fenty ha firmato il disegno di legge per legalizzare il matrimonio omosessuale nella "All Souls Church, Unitarian".
Gli "unitariani universalisti per la consapevolezza poliamorale" costituiscono un gruppo all'interno dell'UU la cui visione è che l'universalismo unitario divenga la prima confessione religiosa maggiormente "polifonica sessualmente".

### Neopaganesimo
La maggior parte delle religioni neopagane ha come suo tema principale la fecondità (sia fisica che creativa/spirituale); essa è centrale nelle loro pratiche ed in quanto tale viene incoraggiata quella ch definiscono una "sana vita sessuale", comprese tutte le forme di sessualità consensuali tra adulti, indipendentemente dal sesso.

La Wicca, come le altre religioni del neopaganesimo, ha aderenti con un ampio spettro di opinioni che vanno dal conservatore al liberale. È una religione in gran parte non dogmatica e che non contiene divieti contro i rapporti sessuali al di fuori del matrimonio o contro le relazioni tra membri dello stesso sesso. La posizione etica della religione è ampiamente riassunta dal rede: "An it harm none, do as thou wilt. Questo viene interpretato d molti come il consentire e confermare i rapporti sessuali responsabili di tutte le varietà.
In particolare nella tradizione wiccana della stregoneria moderna, una delle parti accettate dell'attività liturgica, l'Incarico della Dea, istruisce che "... tutti gli atti di amore e di piacere sono riti della Dea", dando così validità a tutte le forme di attività sessuale per i praticanti wiccan.
Nelle forme della Wicca gardneriana e della Wicca alexandriana il "Grande Rito" è un rituale sessuale molto simile alla ierogamia, eseguito da un prete e da una sacerdotessa che si crede incarnino la parte rispettivamente maschile e femminile della divinità. Il "Grande rito" è quasi sempre eseguito in modo figurativo utilizzando l'athame e il calice quali simboli del pene e della vagina. La forma letterale del rituale è sempre eseguita da adulti autorizzati, una coppia che è già amante in privato. Il "Grande rito" non viene inteso come un'opportunità per il sesso casuale.
La maggior parte delle religioni neopagane generalmente accetta le relazioni tra persone dello stesso sesso come uguali a quelle eterosessuali. Tra le eccezioni figurano i primi scritti di Gerald Gardner, a volte citati come esempi di omofobia, ed alcuni membri del ricostruzionismo pagano considerano le relazioni omosessuali come inferiori a quelle eterosessuali.
L'omofobia è notevolmente più comune nel neopaganesimo germanico (etenismo), sebbene alcuni i essi siano sostenitori prominenti dei diritti LGBT, favorevoli al matrimonio tra persone dello stesso sesso e alla bisessualità.

### Umanesimo secolare
La maggior parte degli umanisti laici credono che nella stragrande maggioranza dei casi l'attività sessuale liberamente consensuale non sia un'attività dannosa per il mondo. L'umanesimo secolare e il laicismo ritengono pertanto gli atti sessuali come moralmente neutri ed appartenenti alla sfera più personale ed intima dell'individuo.

### Satanismo
Il Satanismo di LaVey è critico nei confronti delle abitudini sessuali "abramitiche", considerandole limitate, restrittive e ipocrite. Gli esponenti del satanismo sono essenzialmente pluralisti arrivando ad accettare gay, lesbiche, bisessuali, BDSM, membri del poliamore e le persone transgender e per finire anche coloro che vivono in uno stato di asessualità.
La sessualità è considerata un'indulgenza, un dono il quale dovrebbe essere liberamente compiuto sempre con il consenso preventivo del/dei partner. Le "Undici regole satanche della Terra" forniscono solo due istruzioni inerenti alla sessualità: "Non fare progressi sessuali a meno che non sia dato il segnale di accoppiamento" e "Non danneggiare i piccoli", sebbene quest'ultimo copra un livello molto più ampio comprendente anche gli abusi fisici.
Questo punto di vista è sempre stato parte coerente della politica satanista sin dalla sua nascita avvenuta nel 1966, come ha scritto Peter H. Gilmore in un saggio a sostegno del matrimonio omosessuale: "Infine, poiché certe persone cercano di suggerire che il nostro atteggiamento sulla sessualità sia lassista dichiaro il principio di "responsabilità verso i responsabili", dobbiamo pertanto ribadire un altro dettato fondamentale e cioè che la filosofia della Chiesa di Satana vieta l'attività sessuale con i bambini (pedofilia) e con gli animali non umani (zoofilia)".
In quello stesso saggio l'autore ha anche affermato:"La Chiesa di Satana è la prima chiesa ad accettare pienamente gli aderenti indipendentemente dall'orientamento sessuale ed è quindi campione dei diritti civili, favorevole all'unione civile e al matrimonio tra partner adulti dello stesso sesso. Tenendo presente che i partner desiderino impegnarsi in una relazione stabile e consapevole, sosteniamo il loro desiderio di un partenariato legalmente riconosciuto e dei diritti e dei privilegi che provengono da tale unione".

### Non-teismo e irreligiosità
Anche se è contraddittorio supporre una posizione di morale religiosa in quelle che non sono religioni organizzate, accade invece esattamente il contrario; si arriva a ritenere che le posizioni dell'ateismo, dell'agnosticismo, del libero pensatore (in linea con la filosofia dell'umanesimo laico di cui sopra) e dell'irreligiosità in genere possano arrivare ad accettare - molto più dei religiosi - tutti i tipi di atti sessuali liberamente consentiti tra adulti, come le relazioni prematrimoniali, il libero amore e l'omosessualità.
Questo fatto non si può stabilire statisticamente con certezza, ma si presume che la convinzione dipenda dal codice di etica e moralità personale di ognuno di loro presi come individui a sé stanti.

## Estensione della morale sessuale ai non adepti di una religione
Molte culture cercano di codificare le proprie prescrizioni nei confronti dei comportamenti sessuali individuali. Tali codificazioni sono spesso promulgate nelle loro competenze di legge, estendendo in tal modo la sua applicazione oltre la cultura di appartenenza in direzione anche delle altre culture o verso i "dissidenti" religiosi.
La maggior parte del mondo islamico ha regole rigorose che i applicano con punizioni violente, e pena capitale nel tentativo d'imporre con la forza i codici morali islamici prescritti dalla Sharia, inclusa la moralità sessuale sui propri cittadini e costringendoli pure ai non-musulmani che vivono all'interno delle loro società.
Un'identica estensione si è verificata nelle società cristiane europee in alcune fasi della storia e lo stesso vale per alcuni cristiani contemporanei i quali sostengono le restrizioni alla libertà di espressione privata della sessualità al di fuori del matrimonio, che possono andare dal divieto della prostituzione alle restrizioni inerenti al sesso orale o il sesso anale.
In Israele gli Charedì utilizzano attivamente i mezzi di comunicazione di massa nel tentativo di convincere il resto degli ebrei a seguire l'Halakhah (legge ebraica) sulla sessualità.

### Ulteriori letture
Buddhismo
- Bernard Faure. The Red Thread: Buddhist Approaches to Sexuality. ISBN 0-691-05998-5.
- Philip T. Sudo. Zen Sex: The Way of Making Love. ISBN 0-06-075799-X.

Cristianesimo
- Miguel A. De La Torre. A Lily Among the Thorns: Imagining a New Christian Sexuality. ISBN 978-0-7879-8146-4.
- Jan Kern. Seduced By Sex: Saved By Love. ISBN 978-0-7847-2158-2.
- Andreas J. Köstenberger. God, Marriage, and Family: Rebuilding the Biblical Foundation. ISBN 978-1-58134-580-3.
- Mathew Kuefler (editor), The Boswell Thesis: Essays on Christianity, Social Tolerance, and Homosexuality, University Of Chicago Press, Nov. 2005 ISBN 0-226-45741-9

Ebraismo
- Rebecca Alpert, Like Bread on the Seder Plate: Jewish Lesbians and the Transformation of Tradition, Columbia University Press, 1998. ISBN 0231096615, ISBN 978-0231096614
- Shmuley Boteach. Kosher Sex: A Recipe for Passion and Intimacy. ISBN 0-385-49466-1.
- Michael Gold. Does God Belong in the Bedroom? ISBN 0-8276-0421-1.
- Benjamin Brown,  "Kedushah": The Sexual Abstinence of Married Men in Gur, Slonim and Toldos Ahron.

Islam
- Abdessamad Dialmy, Which Sex Education for Young Muslims?, World Congress of Muslim Philanthropists, 2010. URL consultato il 20 maggio 2017 (archiviato dall'url originale il 3 marzo 2016).
- Junaid bin Jahangir, Implied Cases for Muslim Same-Sex Unions, in Samar Habib (a cura di), Islam and homosexuality, Volume 2, ABC-CLIO, 2010, ISBN 978-0-313-37904-8.
- Arno Schmitt e Jehoeda Sofer, Sexuality and Eroticism among Males in Muslim Societies, Haworth Press, 1992, ISBN 978-1-56024-047-1.
- Arno Schmitt, Liwat im Fiqh: Männliche Homosexualität?, IV, Journal of Arabic and Islamic Studies, 2001–2002 (archiviato dall'url originale il 6 settembre 2011).

Prospettive critiche
- Sandra L Gravatt, An Introduction to the Hebrew Bible: A Thematic Approach, Westminster John Knox Press, 2008, ISBN 978-0-664-23030-2.
- Demosthenes Savramis. The Satanizing of Woman: Religion Versus Sexuality. ISBN 0-385-04485-2.

Altro
- John Boswell, Christianity, Social Tolerance and Homosexuality: Gay People in Western Europe from the Beginning of the Christian Era to the Fourteenth Century, University Of Chicago Press, 1st ed. 1980 ISBN 0-226-06710-6, paperback Nov. 2005 ISBN 0-226-06711-4
- Debra Kolodny (editor), Blessed Bi Spirit: Bisexual People of Faith, Continuum, 2000. ISBN 0826412319, ISBN 978-0826412317
- Kebacqz, Karen, and Ronald G. Barton, Sex in the Parish, First ed., Westminster/John Knox Press, 1991. ISBN 0-664-25087-4
- Eckhart Tolle, The Power of Now: A Guide to Spiritual Enlightenment, New World Library, 1st ed. 1999, paperback 2004 ISBN 1-57731-480-8